# El Hierro
El Hierro es la más occidental y meridional de las Islas Canarias (España), situada en el océano Atlántico. Pertenece a la provincia de Santa Cruz de Tenerife. Su capital es Valverde, donde, aparte de La Villa (casco urbano), también se encuentran el puerto de La Estaca y el aeropuerto insular. Con una población de 11 646 habitantes (año 2023) y una superficie de 268,71 km², es la menos poblada y extensa entre las principales islas del archipiélago.
El 22 de enero de 2000 fue declarada por la Unesco como reserva de la biosfera. En la actualidad se desarrolla un plan impulsado por el Ministerio de Industria, Energía y Turismo, para convertirla en la primera isla del mundo en abastecerse totalmente de energías renovables. El 27 de junio de 2014 se puso en funcionamiento la central hidroeólica de Gorona del Viento, con la que se alcanza este objetivo, si bien esa afirmación es cuestionada por algunos. En el año 2014 fue declarada la isla completa como geoparque por la Unesco.

## Toponimia
Hay varias hipótesis sobre la etimología de El Hierro. Parece que el nombre proviene de la forma de herradura de El Golfo, aunque también se han sugerido otras explicaciones.
Según se desprende en la obra de Plinio el Viejo llamada Naturalis historia, la isla de El Hierro era conocida por los romanos como Capraria. Los aborígenes de la isla, la conocían como Eseró o Heró, que se ha traducido como 'muralla rocosa'.
La isla era conocida por los bimbaches como Esero o Hero, tal y como explica el historiador Juan de Abréu Galindo:

Andando investigando razón por qué se llamó del Hierro esta isla, hallé que los naturales la llamaron Esero, que en su lenguaje quiere decir fuerte; otros dicen se llamaba Fero, que es lo mismo, y como ellos no tenían hierro, ni usaban de él, y vieron que el hierro era cosa fuerte, correspondiente al nombre con que llamaban a su tierra, aplicaron este vocablo y nombre de Esero al Hierro.

## Geografía

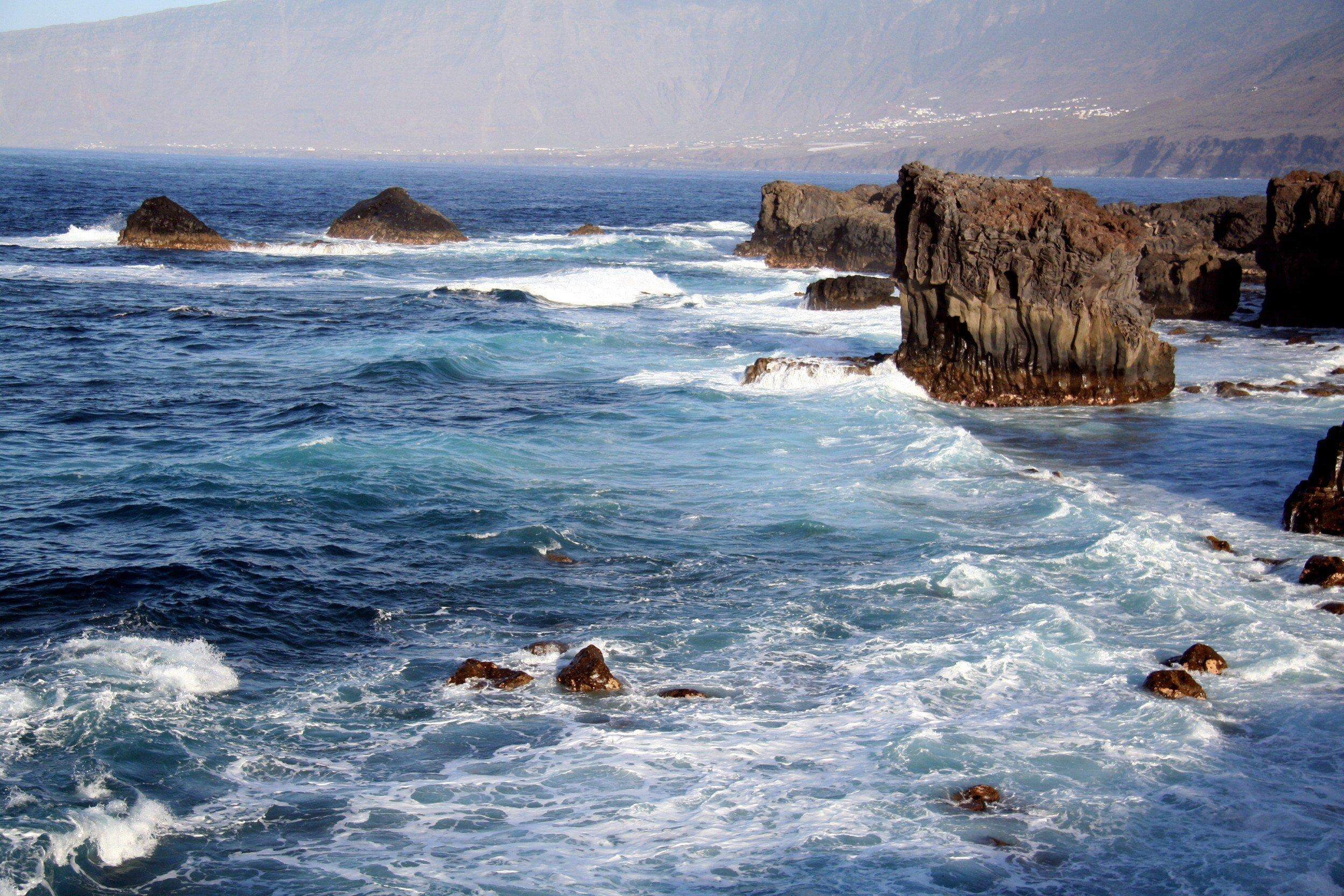
La costa de El Golfo, cerca del Pozo de la Salud

El Hierro es la isla más pequeña, meridional y occidental del archipiélago canario. Tiene una superficie de 268,71 km² y una población de 11 646 habitantes (año 2023).
Se encuentra atravesada de oeste a este por una gran línea en forma de dorsal con numerosas montañas. Las zonas costeras están formadas por malpaíses, con abruptos acantilados.
Con estas condiciones es difícil encontrar playas de arena, que suelen ser calas de acceso complicado. En cambio, se suelen utilizar los entrantes del mar y piscinas naturales como zonas de baño y ocio, como La Maceta en La Frontera, el Pozo de Las Calcosas en la costa de El Mocanal, o Tacorón, cerca de La Restinga.
La altura máxima se sitúa en el centro de la isla, en el pico de Malpaso, con 1501 m de altitud, seguida del pico de Tenerife de 1253 m. Entre otros accidentes geográficos destaca el Valle del Golfo, producido tras el deslizamiento de una parte de la isla. Cabe señalar además la punta de La Restinga (punto más meridional de España) y la punta de la Orchilla (punto más occidental de España). En proporción a su tamaño, es la isla con mayor superficie de espacios naturales protegidos de todo el archipiélago (un 58 % de su territorio), según recoge la Red Canaria de Espacios Naturales Protegidos.
También pertenecen a El Hierro los islotes llamados Roques de Salmor (Roque Grande y Roque Chico), con un área de 0,03 km², que conforman una reserva natural integral.

### Clima
La orografía condiciona el clima de cada zona de la isla,sin embargo, son las nubes las que juegan el papel más importante en las variaciones climáticas. Los alisios y la corriente de las Canarias, una bifurcación fría de la corriente del Golfo que se separa en las Azores, hacen que la isla no posea un clima árido como ocurre en el Sáhara que se encuentra en la misma latitud. La temperatura del agua se mantiene a 18 °C en invierno y a 20 °C en verano. Esto suaviza las temperaturas costeras. En el ecuador se produce un ascenso masivo de aire caliente, originando una zona de bajas presiones que viene a ser ocupada por otra masa de aire que proporcionan los alisios. Las masas de aire caliente que ascienden, se van enfriando paulatinamente y se dirigen a bastante altura en sentido contrario a los alisios, hacia las latitudes subtropicales, de donde proceden estos. Los alisios transportan nubes cargadas de agua hacia las cumbres de El Hierro, donde se generan chubascos. La zona sur de la isla, recibe vientos secos y sin nubes por lo que la temperatura y la aridez es mayor en esa parte.
En verano, la temperatura de la costa norte se sitúa en los 26 °C de media siendo, sin embargo, la media de 30 °C en el sur. Valverde, que se encuentra a 600 m sobre el nivel del mar, tiene una temperatura media en verano de 18 °C. En invierno, la temperatura media de la costa norte se sitúa en 20 °C mientras que en la del sur a 21,5 °C. En Valverde, sin embargo, la media baja hasta los 11,5 °C. Las precipitaciones invernales en Valverde ascienden a 80 mm mensuales, mientras que en el sur sólo 25 mm mensuales. En verano, apenas llueve en el sur, pero en Valverde se registran 5 mm mensuales.
| Parámetros climáticos promedio de Observatorio del aeropuerto de El Hierro (32 m s. n. m.), Valverde (periodo de referencia: 1991-2020, extremas: 1973-presente) | Parámetros climáticos promedio de Observatorio del aeropuerto de El Hierro (32 m s. n. m.), Valverde (periodo de referencia: 1991-2020, extremas: 1973-presente) | Parámetros climáticos promedio de Observatorio del aeropuerto de El Hierro (32 m s. n. m.), Valverde (periodo de referencia: 1991-2020, extremas: 1973-presente) | Parámetros climáticos promedio de Observatorio del aeropuerto de El Hierro (32 m s. n. m.), Valverde (periodo de referencia: 1991-2020, extremas: 1973-presente) | Parámetros climáticos promedio de Observatorio del aeropuerto de El Hierro (32 m s. n. m.), Valverde (periodo de referencia: 1991-2020, extremas: 1973-presente) | Parámetros climáticos promedio de Observatorio del aeropuerto de El Hierro (32 m s. n. m.), Valverde (periodo de referencia: 1991-2020, extremas: 1973-presente) | Parámetros climáticos promedio de Observatorio del aeropuerto de El Hierro (32 m s. n. m.), Valverde (periodo de referencia: 1991-2020, extremas: 1973-presente) | Parámetros climáticos promedio de Observatorio del aeropuerto de El Hierro (32 m s. n. m.), Valverde (periodo de referencia: 1991-2020, extremas: 1973-presente) | Parámetros climáticos promedio de Observatorio del aeropuerto de El Hierro (32 m s. n. m.), Valverde (periodo de referencia: 1991-2020, extremas: 1973-presente) | Parámetros climáticos promedio de Observatorio del aeropuerto de El Hierro (32 m s. n. m.), Valverde (periodo de referencia: 1991-2020, extremas: 1973-presente) | Parámetros climáticos promedio de Observatorio del aeropuerto de El Hierro (32 m s. n. m.), Valverde (periodo de referencia: 1991-2020, extremas: 1973-presente) | Parámetros climáticos promedio de Observatorio del aeropuerto de El Hierro (32 m s. n. m.), Valverde (periodo de referencia: 1991-2020, extremas: 1973-presente) | Parámetros climáticos promedio de Observatorio del aeropuerto de El Hierro (32 m s. n. m.), Valverde (periodo de referencia: 1991-2020, extremas: 1973-presente) | Parámetros climáticos promedio de Observatorio del aeropuerto de El Hierro (32 m s. n. m.), Valverde (periodo de referencia: 1991-2020, extremas: 1973-presente) |
| Mes | Ene. | Feb. | Mar. | Abr. | May. | Jun. | Jul. | Ago. | Sep. | Oct. | Nov. | Dic. | Anual |
| --- | --- | --- | --- | --- | --- | --- | --- | --- | --- | --- | --- | --- | --- |
| Temp. máx. abs. (°C) | 28.7 | 29.4 | 32.6 | 33.2 | 31.4 | 32.0 | 32.4 | 33.8 | 33.3 | 35.4 | 32.6 | 28.3 | 35.4 |
| Temp. máx. media (°C) | 21.0 | 20.8 | 21.2 | 21.8 | 22.8 | 24.1 | 25.1 | 26.1 | 26.5 | 25.8 | 23.7 | 22.2 | 23.4 |
| Temp. media (°C) | 19.1 | 18.8 | 19.2 | 19.7 | 20.7 | 22.1 | 23.1 | 24.1 | 24.5 | 23.7 | 21.9 | 20.2 | 21.4 |
| Temp. mín. media (°C) | 17.0 | 16.8 | 17.1 | 17.5 | 18.6 | 20.0 | 21.2 | 22.1 | 22.4 | 21.6 | 19.9 | 18.2 | 19.4 |
| Temp. mín. abs. (°C) | 8.0 | 9.0 | 9.2 | 10.0 | 10.0 | 10.0 | 14.0 | 14.2 | 15.2 | 11.0 | 12.0 | 9.6 | 8.0 |
| Precipitación total (mm) | 27.5 | 24.9 | 20.2 | 14.3 | 2.6 | 1.5 | 0.2 | 1.2 | 3.5 | 17.6 | 30.7 | 41.3 | 185.3 |
| Días de precipitaciones (≥ 1 mm) | 3.4 | 3.1 | 2.8 | 1.9 | 0.8 | 0.4 | 0.1 | 0.4 | 0.7 | 2.9 | 3.6 | 4.3 | 24.3 |
| Horas de sol | 161 | 170 | 208 | 222 | 257 | 255 | 242 | 248 | 231 | 205 | 159 | 155 | 2520 |
| Humedad relativa (%) | 71 | 72 | 73 | 73 | 72 | 74 | 76 | 77 | 75 | 74 | 72 | 71 | 74 |
| Fuente n.º 1: Agencia Estatal de Meteorología | | | | | | | | | | | | | |
| Fuente n.º 2: Agencia Estatal de Meteorología (extremos) | | | | | | | | | | | | | |

### Geología

#### Formación de la isla

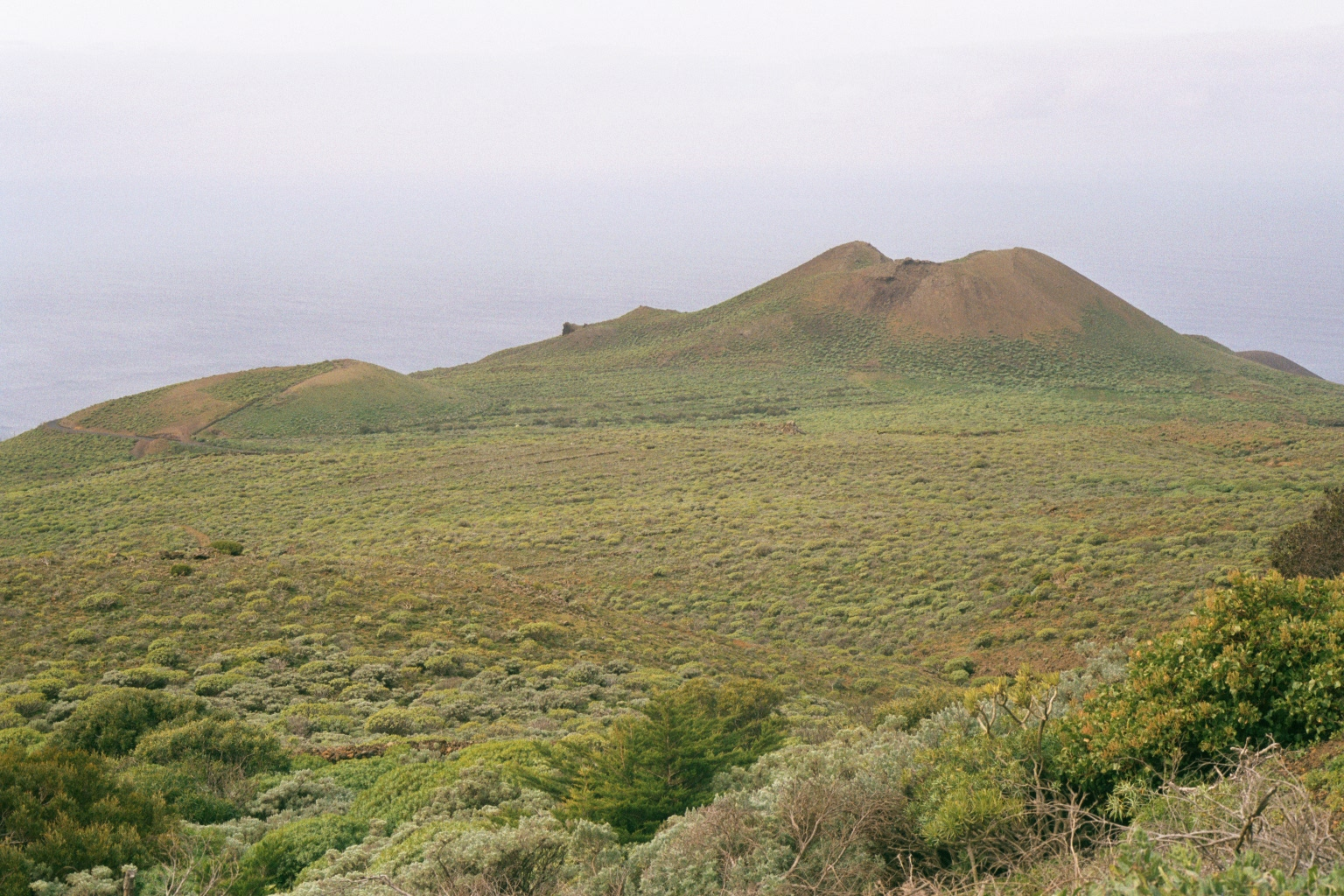
Al oeste de la isla

El Hierro, como el resto de las Canarias, es una isla de origen volcánico. Se estima una edad geológica de un millón de años, por lo que es la isla canaria más joven. Cuando el magma rompió el fondo marino, pudo crearse una brecha en forma de Y, por la que empezó a salir lava. La fase más activa de la formación de la isla se sitúa hacia el 10 000 a. C. Las erupciones más jóvenes duraron desde el 4000 a. C. hasta el 1000.
La isla tomó forma de Y. Las coladas de lava cubrieron las zonas costeras del sur y oeste de la isla, aunque también de la zona norte. Las diferentes erupciones fueron ampliando el tamaño de la isla. También pudieron ocurrir grandes deslizamientos de material volcánico inestable.
En 1793 según las crónicas hubo una serie de fenómenos sísmicos en la zona de El Verodal, aunque en ninguno de los documentos de la época se registró una erupción. Hernández Pacheco (1982) lleva a cabo un estudio vulcanológico localizando la posible erupción en el volcán Lomo Negro. Sin embargo otros autores (Romero, 1991) ponen en duda dicha erupción, no estando todavía científicamente confirmada.
El Hierro es la isla con mayor densidad de volcanes de Canarias, existiendo más de 500 cráteres a cielo abierto y otros 300 cubiertos por coladas de lava más recientes. Actualmente existen 70 cuevas y tubos volcánicos catalogados, destacando la cueva de Don Justo, con 6 km de longitud. Se compone de un sistema de tubos volcánicos formados por el enfriamiento de las corrientes de lava en el exterior. La lava candente del interior del tubo siguió fluyendo hasta dejarlo vacío.
En 2011 hubo una erupción submarina que dio lugar a la formación de un volcán submarino, el volcán Tagoro, de más de 300 m de altura sobre el fondo marino y cuya cima quedó a 89 m por debajo de la superficie del mar.

#### Regiones geológicas
Al contrario del resto de las islas, el norte de El Hierro posee pocos barrancos. En la parte central de la isla se encuentra la cumbre, donde se encuentran los picos de los volcanes más altos. Se pueden distinguir tres regiones geográficas distintas: la meseta, el Valle de El Golfo y la zona en pendiente de El Julan. El Hierro es muy montañoso, si se tiene en cuenta su área. La cumbre más alta es el pico de Malpaso, con 1500 m sobre el nivel del mar. Cerca del 90 % de la zona costera es acantilada.

#### Formación del anfiteatro de Las Playas

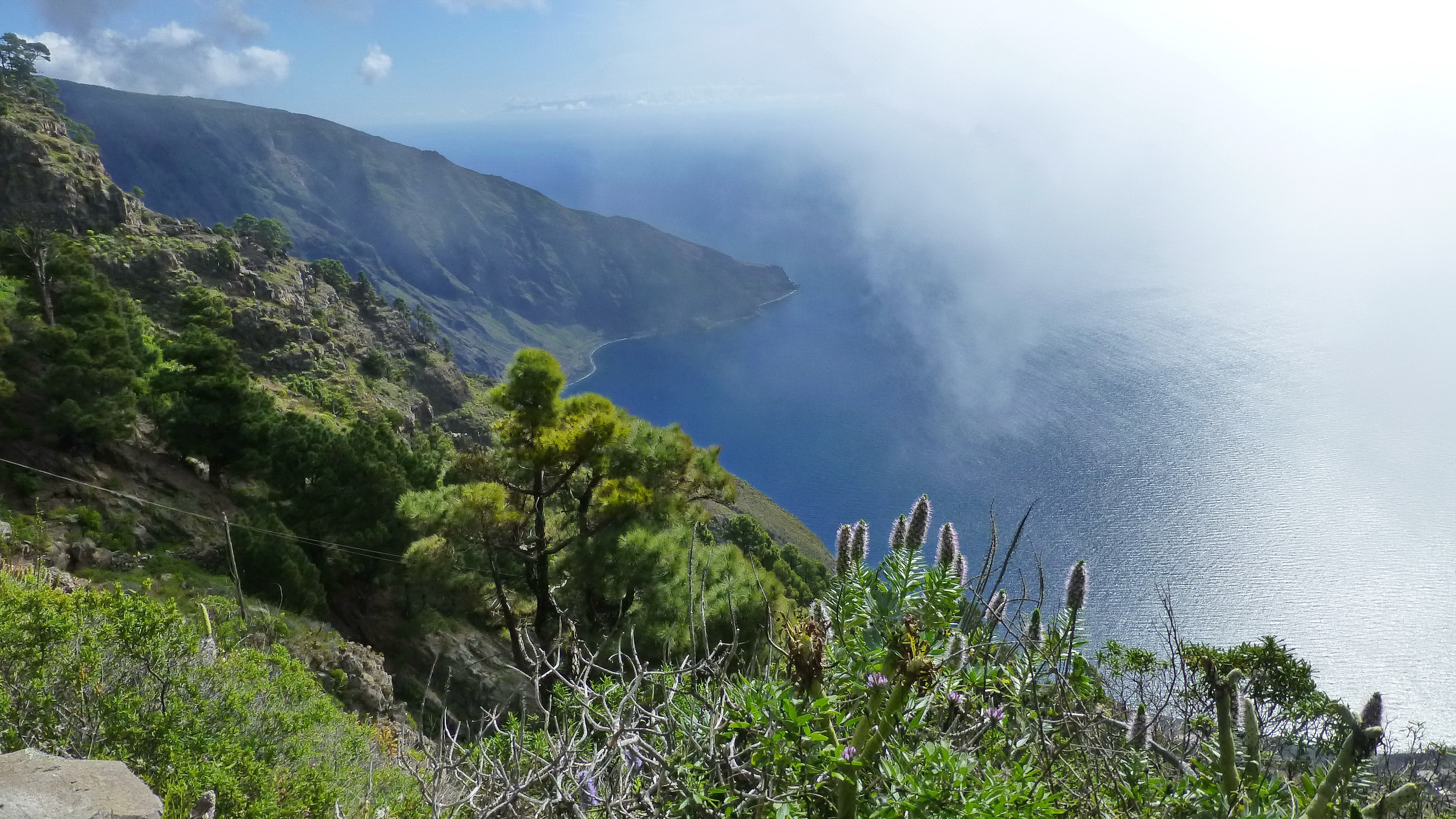
Anfiteatro natural de Las Playas

El anfiteatro de Las Playas es uno de los grandes deslizamientos de la isla de El Hierro, condicionado por zonas de debilidad o dorsales (rifts), pero que también ha ido agrandando gracias a la erosión de la lluvia. En este escape se puede observar el material más antiguo de la isla, el edificio de Tiñor, pasando por las distintas etapas de formación de la isla, fácilmente reconocibles gracias al corte que originó la avalancha antes citada. El edificio Tiñor ocupa la parte baja y media, atravesadas por un elevado número de diques (caminos de alimentación de los sistemas eruptivos, normalmente en forma de tabla), que son reconocibles por ser más claros que el resto del interior de la montaña. En las capas visibles destacan las franjas de color rojizo, conocido como almagre, indicador de una etapa larga y sin erupciones durante mucho tiempo. También destaca un material más claro, las traquitas, que pertenecen al edificio volcánico de El Golfo. En la parte baja del anfiteatro natural, pegado a los edificios volcánicos, se pueden observar depósitos de piedemonte, que son unos conos de material suelto que viene de las montañas y se depositan en el pie de la montaña y tienen una característica forma triangular. También se encuentra, a la izquierda de la depresión en la costa, el Roque de La Bonanza, que aunque no lo parezca también es un dique volcánico, solo que gracias a la erosión de las olas del mar ha resultado tener esa forma tan característica, que ha sido objeto de múltiples mitos autóctonos.

#### Formación del Valle de El Golfo

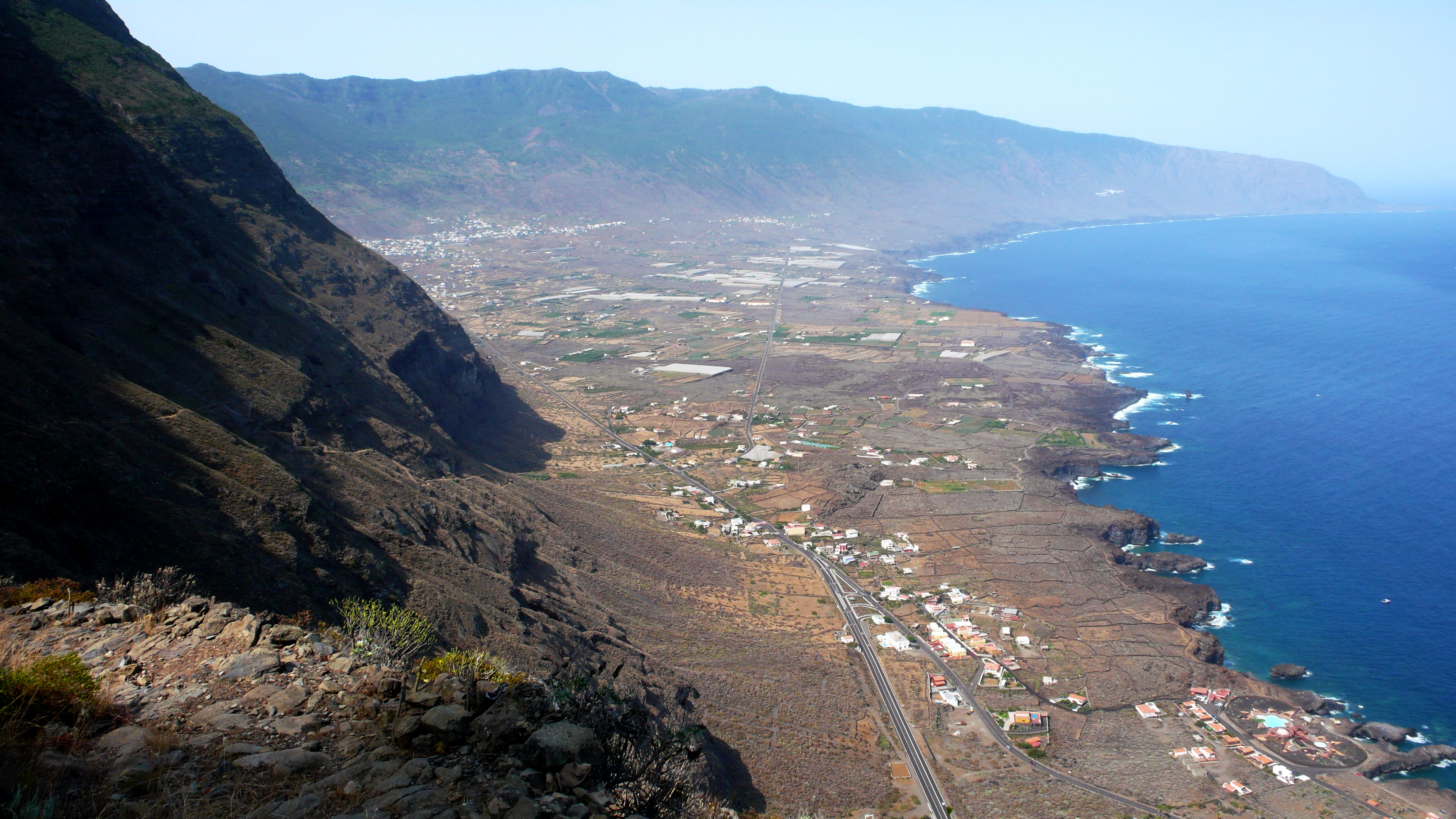
Valle de El Golfo, La Frontera

El Valle de El Golfo se creó durante el periodo medio de erupciones. Al contrario de la antigua creencia, no se trata de un antiguo cráter gigante, cuya otra mitad se encuentra sumergida, sino de un proceso de erosión y deslizamientos. Diversos estudios realizados en el fondo marino han demostrado que el valle se creó por un derrumbamiento del terreno, el cual generó un gran tsunami. La fuerza de la gravedad arrastró los materiales, dejando las paredes del actual valle, de materiales más antiguos y resistentes, en la posición actual.

### Flora

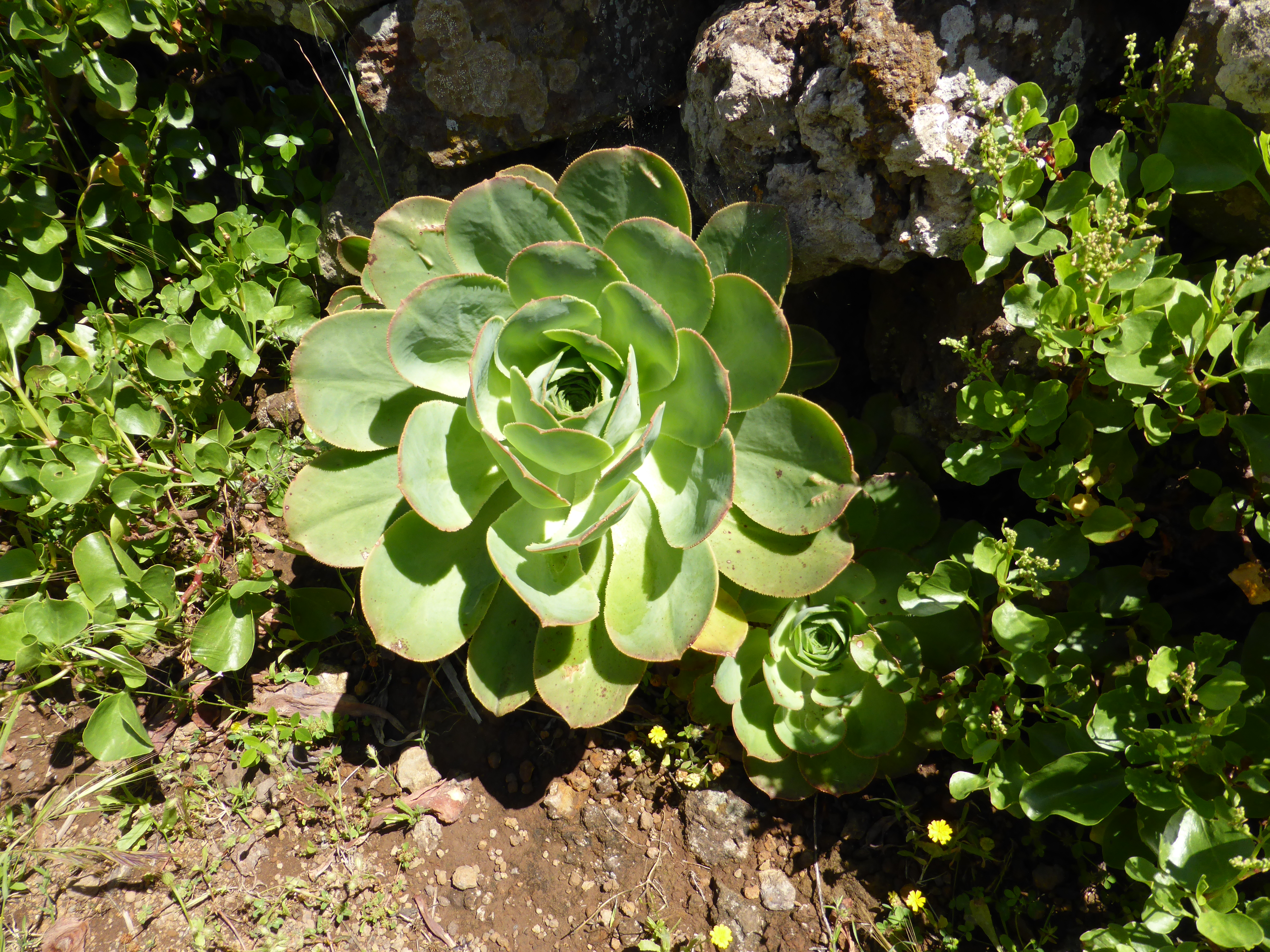
Sanjora (aeonium hierrense, planta crasuláceas

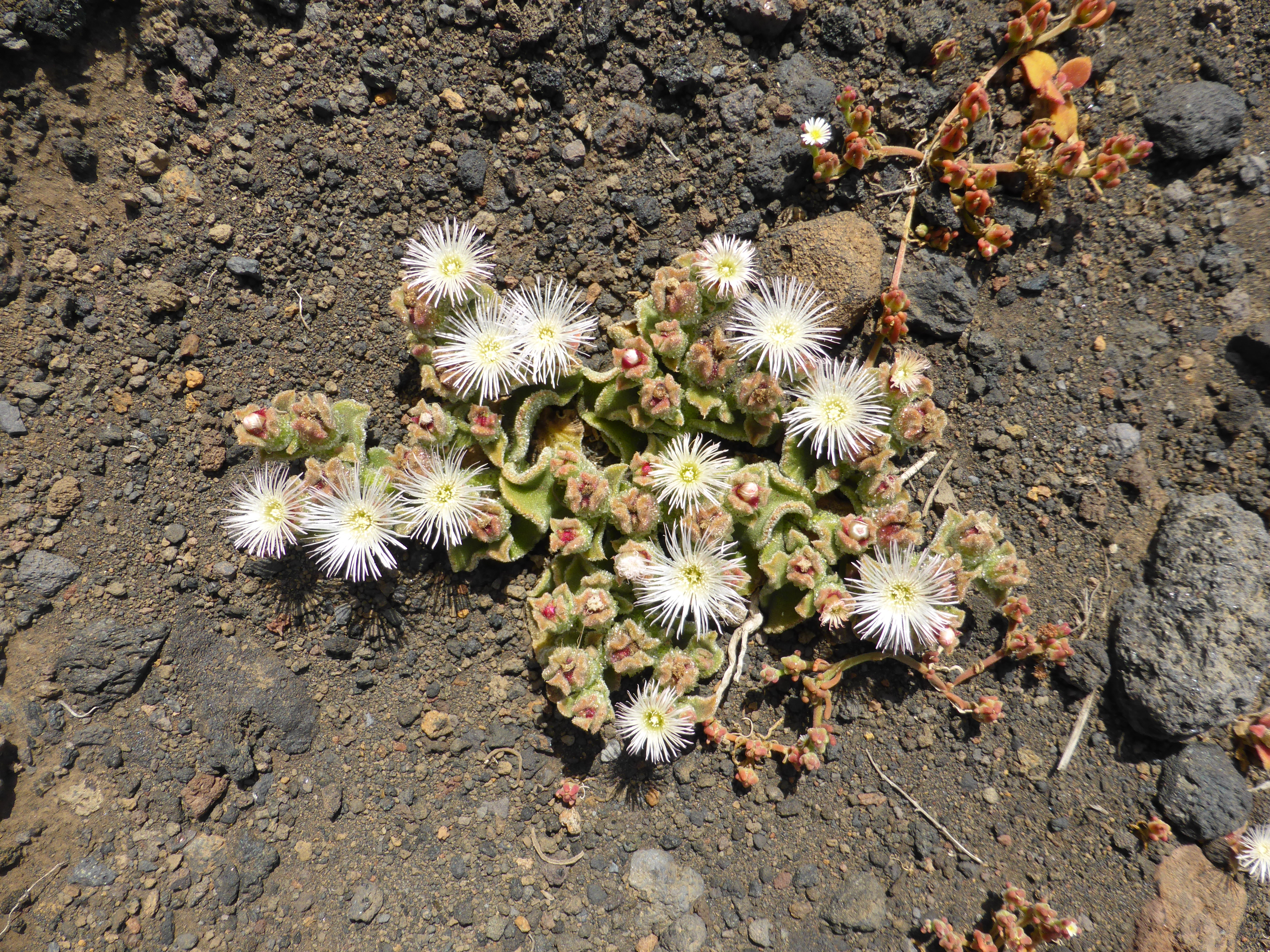
Barrilla (Mesembryanthemum crystallinum), que crece en zonas costeras

El Hierro posee distintas zonas de vegetación, desde campos de lava desérticos hasta bosques de laurisilva, pasando por pinares, pastizales y plantaciones de plátanos.
Pese a que El Hierro se encuentra en la zona de influencia de los vientos alisios, la vegetación no es tan frondosa como en las islas vecinas de La Palma, Tenerife y La Gomera. La razón de esto es la juventud de la isla, que aún está cubierta en gran parte por campos de lava jóvenes. Los bosques que cubrían la meseta central de la isla han desaparecido debido a la tala y a la erosión del terreno. No obstante, aún pervive una gran cantidad de especies endémicas. Ejemplos de ello son los fósiles vivos, como el drago (dracaena draco) y los helechos. Restos fósiles muestran que la variedad de plantas existentes en el pasado procedían de la zona mediterránea, donde proliferaban hace un millón de años. En el Mediterráneo se extinguieron durante el Período cuaternario, con el comienzo de la última glaciación. Debido a la diferencia de condiciones climáticas estas especies han perdurado en la zona atlántica. En El Hierro, debido al aislamiento, algunas de ellas se han transformado hasta dar lugar a endemismos. En total, en la isla se encuentran 150 especies endémicas de Canarias, de las cuales 11 sólo se encuentran en El Hierro. Se trata de especies de crasuláceas, líquenes, cardones y Echium que crecen en las paredes de los acantilados.
La cota de altitud es decisiva para el desarrollo de la vegetación. La costa árida se encuentra hasta aproximadamente los 400 m sobre el nivel del mar, de los 400 a 800 m se encuentra la zona semihúmeda y de los 800 a los 1500 se encuentra la zona húmeda.

#### Zona árida
En las costas, las plantas se nutren principalmente del rocío nocturno, por ello las especies más comunes son las crasuláceas especialmente del género Aichryson, conocidas como suculentas por su forma de almacenar agua. Otra de las plantas características de la zona es la Tabaiba. La savia de la tabaiba dulce (Euphorbia balsamifera) era usado por los bimbaches como una especie de chicle que calmaba la sed. A su vez la savia jugo del cardón (Euphorbia canariensis) lo usaban como veneno para la pesca. El cardón se puede observar en El Hierro especialmente en los riscos de la zona de Las Playas, que también recibe el nombre de Los Cardones. También en las zonas costeras crecen otro género de plantas carnosas resistentes a la escasez de agua.

#### Zona semihúmeda
En esta zona, que comienza generalmente entre los 200 y 400 m sobre el nivel del mar, habitan colonias de plantas suculentas y otras plantas de hoja ancha. También crecen cactus y ágaves. Los ejemplares endémicos del género aeonium son los Aeonium hierrense y Aeonium valverdense. Los especímenes de ágave que se encuentran en esta zona fueron introducidos desde América, especialmente de la zona de México. Otras especies son la palmera canaria (Phoenix canariensis) o las sabinas (Juniperus phoenicea). Las pocas sabinas que quedan en la actualidad se encuentran deformadas por los fuertes vientos que azotan la zona. Son los restos de un antiguo bosque que cubría toda la parte central de la isla.

#### Zona húmeda
En esta zona, que se desarrolla entre los 800 y los 1500 m de altitud es donde se registran las mayores precipitaciones. Los bosques de laurisilva, también conocidos como monteverde, son la nota característica de la zona. No obstante, la concentración es menor que en La Gomera; La Palma o Tenerife.
En el interior de la isla, al norte de San Andrés, a una altitud de 1000 m se encuentra uno de los símbolos de la isla, el Garoé o Árbol Santo. El Garoé era un árbol santo para los bimbaches. El ejemplar actual fue plantado en 1957. El original era probablemente un ejemplar de tilo (Ocotea foetens) que fue derribado por una tormenta en 1610. Hay un pequeño centro de información turística donde se explica la función que tenía este árbol en la sociedad guanche, pues debido a la condensación del agua de las nubes en sus hojas proveía de agua a los bimbaches. El escudo actual de la isla muestra al Garoé en el centro.

### Fauna

#### Insectos
En la isla existen unas 5000 especies de insectos. Los más habituales son las mariposas, caballitos del diablo, polillas, sarantontones, lepidópteros, abejorros, abejas, avispas, saltamontes y grillos. En los años 50 llegaron plagas de langostas procedentes de África flotando en el mar, aunque no supusieron ningún impacto ambiental pues fueron eliminadas antes de arribar a la costa.

#### Reptiles

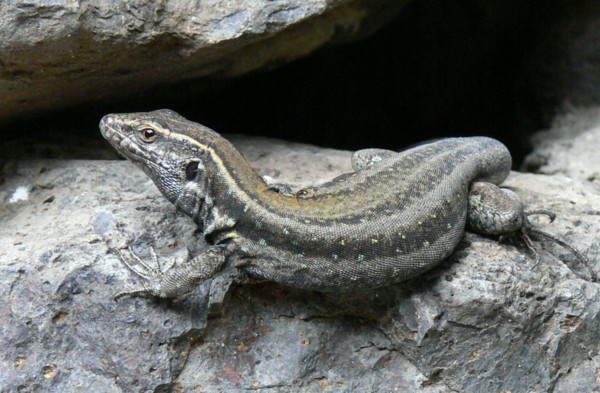
Lagarto pequeño de Canarias (gallotia caesaris)

Los lagartos son los animales más comunes de El Hierro. De entre ellos destaca el geko perenquén de Boettger (Tarentola boettgeri), cuya subespecie Tarentola boettgeri hierrensis es endémica de El Hierro. Los lagartos de la isla están emparentados con los del continente africano. La especie más común es el lagarto pequeño de Canarias (Gallotia caesaris) endémico de El Hierro y La Gomera, que alcanza hasta 35 centímetros de longitud. También se observan colonias de lisas doradas (Chalcides viridanus) en las zonas húmedas de la isla. En las aguas costeras se pueden observar ejemplares de tortugas marinas, especialmente tortugas bobas (Caretta caretta) y tortugas laúd (Dermochelys coriacea). Estos reptiles se pueden considerar los de mayores proporciones del archipiélago.

##### Lagarto gigante
El Hierro es conocido por el lagarto gigante (Gallotia simonyi machadoi), una subespecie de lagarto de grandes proporciones que sólo se encuentra en esta isla. Se sabe que en la antigüedad se distribuía por toda la isla, debido a la ausencia de depredadores. La llegada de los colonizadores españoles en el siglo XV supuso el retroceso de esta especie. La creación de zonas de cultivo y la introducción de ganado supuso una alteración del hábitat de estos lagartos. La introducción del gato fue si cabe más desastrosa pues comenzaron a cazar lagartos debido a la facilidad de apresarlos. Esto originó que la colonia de lagartos gigantes se fuera desplazando hacia el norte, al Valle del Golfo y a los Roques de Salmor. Se les creyó desaparecidos hasta el siglo XVIII cuando se descubrió una colonia en estos lugares. En una investigación científica de 1889 se les otorgó el nombre de simonyi, en honor al profesor austríaco Oskar Simony. Los especímenes encontrados fueron cazados y vendidos a coleccionistas, hasta que se llegó a pensar que la especie había desaparecido.
En la década de 1970, un pastor de cabras encontró por casualidad algunos ejemplares en la zona conocida como Fuga de Gorreta, dentro del acantilado de Tibataje. A esos ejemplares se les dio el nombre taxonómico Gallotia simonyi y se creó un Lagartario para su conservación en la zona de Guinea, en el municipio de La Frontera. Las lluvias torrenciales caídas en enero de 2007 produjeron la muerte de muchos ejemplares del Lagartario, retrasando el plazo previsto para sacar la especie de la lista de especies amenazadas.
El lagarto gigante, catalogado como especie protegida desde 1975 puede alcanzar 75 cm de longitud. Posee una cola fina y larga. Se alimenta de insectos y plantas. La época de cría es en mayo, un mes más tarde, la hembra deposita 12 huevos en un nido, bajo tierra, de los que saldrán las crías tras 8 semanas. No se sabe con certeza la expectativa de vida de los lagartos, pues ninguno de los ejemplares del lagartario ha superado todavía la edad de 35 años.

#### Aves
La isla de El Hierro alberga una importante colonia de aves, tanto autóctona como introducida por el hombre. Entre las especies más comunes destacan los fríngílidos, canarios, abubillas, jilgueros, petirrojos, mirlos, paseriformes, tórtolas, halcones, águilas, palomas, búhos chicos, codornices, perdices, lechuzas, cernícalos, y gaviotas.

### Espacios naturales
La isla tiene un total de 7 espacios con diversas categorías de protección:

#### Reservas naturales integrales
- Reserva natural integral de Mencafete
- Reserva natural integral de los Roques de Salmor

#### Reservas naturales especiales
- Reserva natural especial de Tibataje

#### Parques rurales
- Parque rural de La Frontera

#### Monumentos naturales
- Monumento natural de Las Playas

#### Paisajes protegidos
- Paisaje protegido de Ventejís
- Paisaje protegido de Timijiraque

### Símbolos naturales de la isla
Según una ley del Gobierno de Canarias, los símbolos naturales de El Hierro desde 1991 son el lagarto gigante y la sabina.

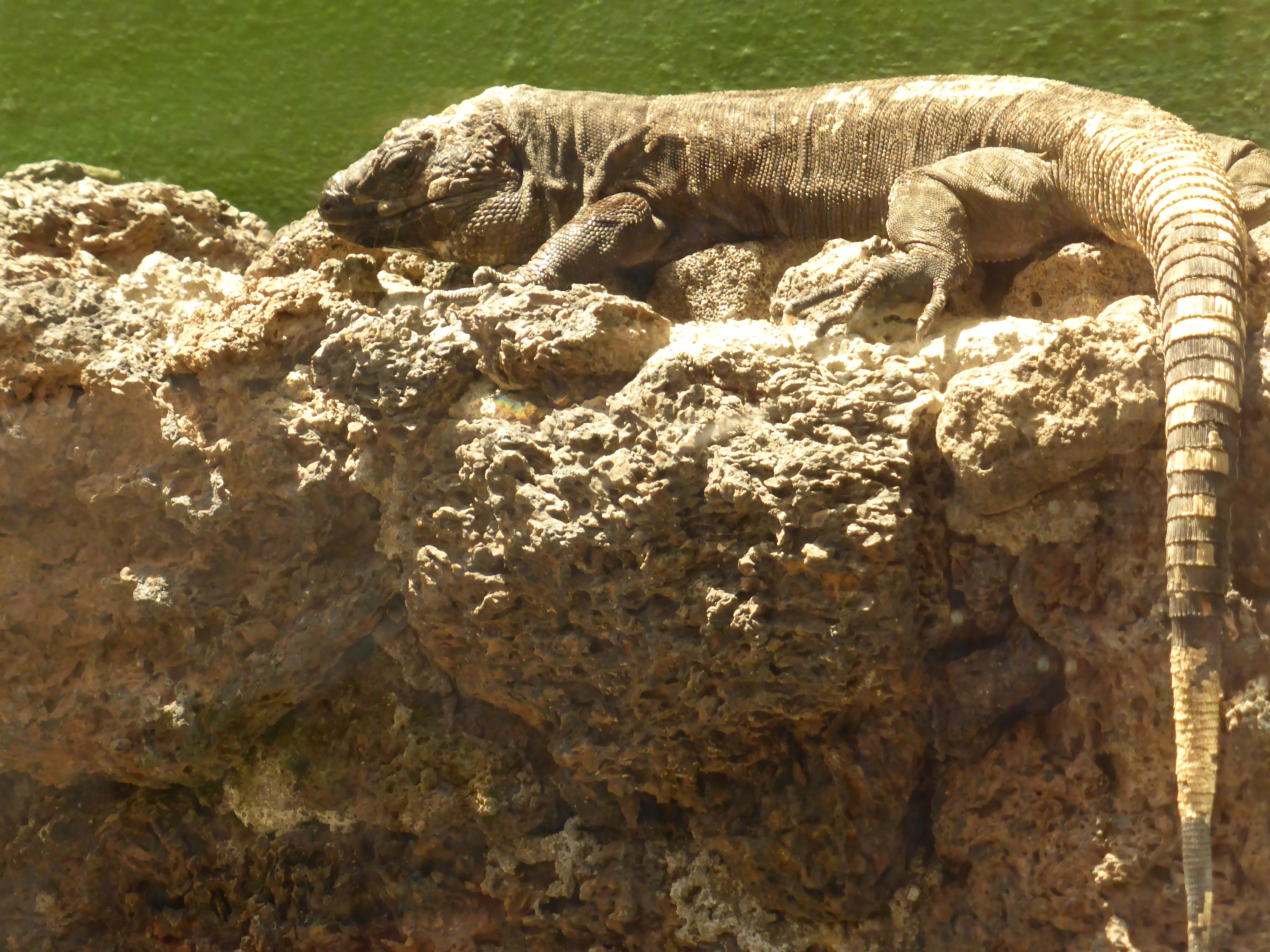
Lagarto gigante de El Hierro

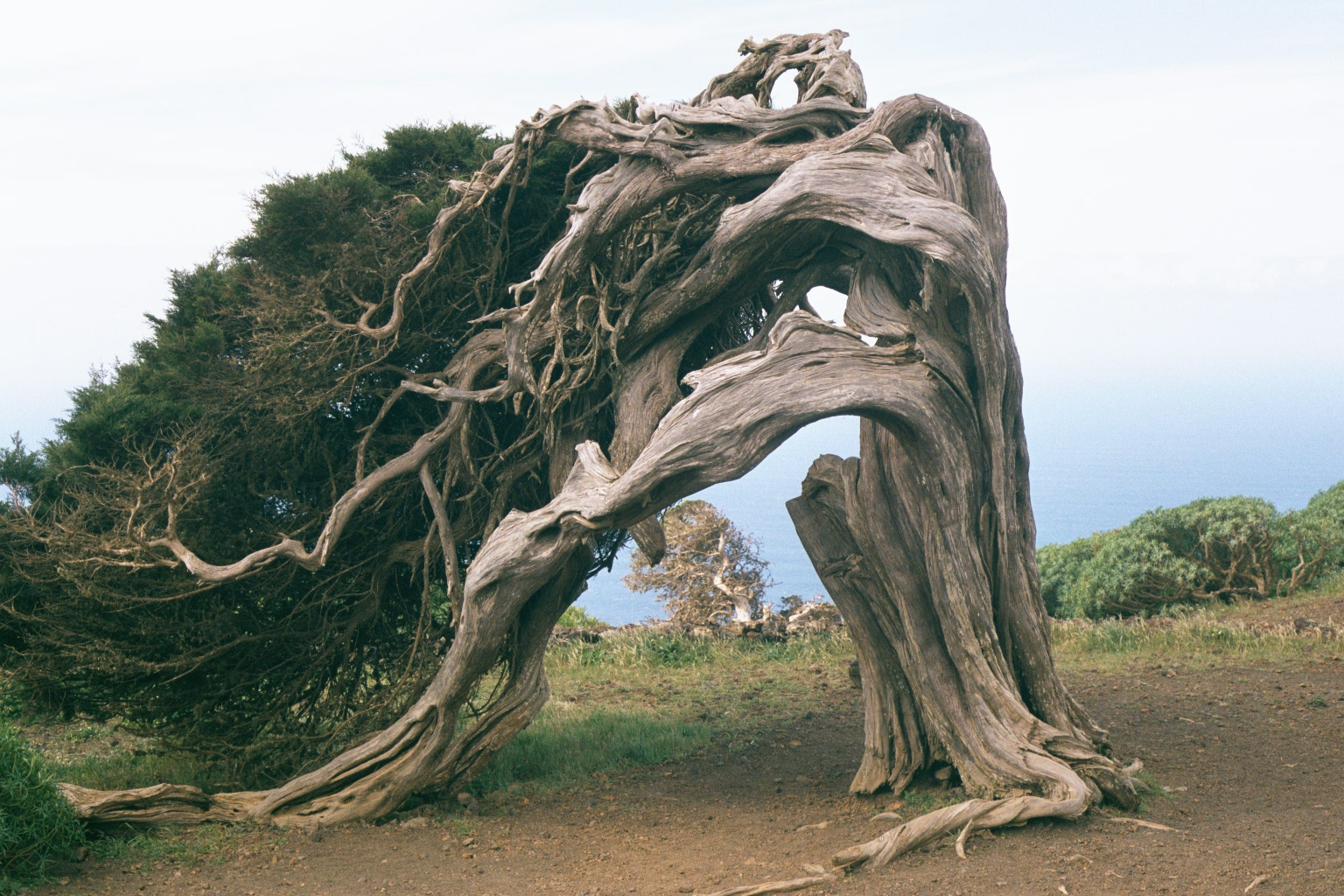
Sabina

## Demografía
La isla tenía en 2023 una población de 11 646  habitantes. Es la séptima isla de Canarias en cuanto a población, y por lo tanto la segunda menos poblada del archipiélago, por delante de La Graciosa.
A lo largo de la historia ha sufrido un declive demográfico debido a las penurias económicas y a las prolongadas sequías. Esta tendencia se ha revertido en los últimos años, en buena medida gracias a la vuelta de muchos emigrantes que se habían establecido en Venezuela. Sus pobladores reciben el nombre de herreños.
En 2010, el censo de El Hierro presentaba las siguientes cifras:
- Valverde: 5035
- La Frontera: 4124
- El Pinar de El Hierro: 1801
- Porcentaje sobre el total de Canarias: 0,5 %

| Gráfica de evolución demográfica de El Hierro entre 1900 y 2021          |
|                                                                          |
| Residentes habituales oficiales según los censos de población del ISTAC. |

### Religión
La población de la isla profesa mayoritariamente la religión católica como en el resto del archipiélago canario y de España, aunque también hay minorías de otras religiones. La isla forma un arciprestazgo perteneciente a la diócesis de San Cristóbal de La Laguna, el arciprestazgo de El Hierro.
La isla se encuentra bajo el patronazgo de la Virgen de los Reyes y San Agustín de Hipona. Festivo insular en la isla es el 24 de septiembre, festividad de la Virgen de los Reyes.

## Historia

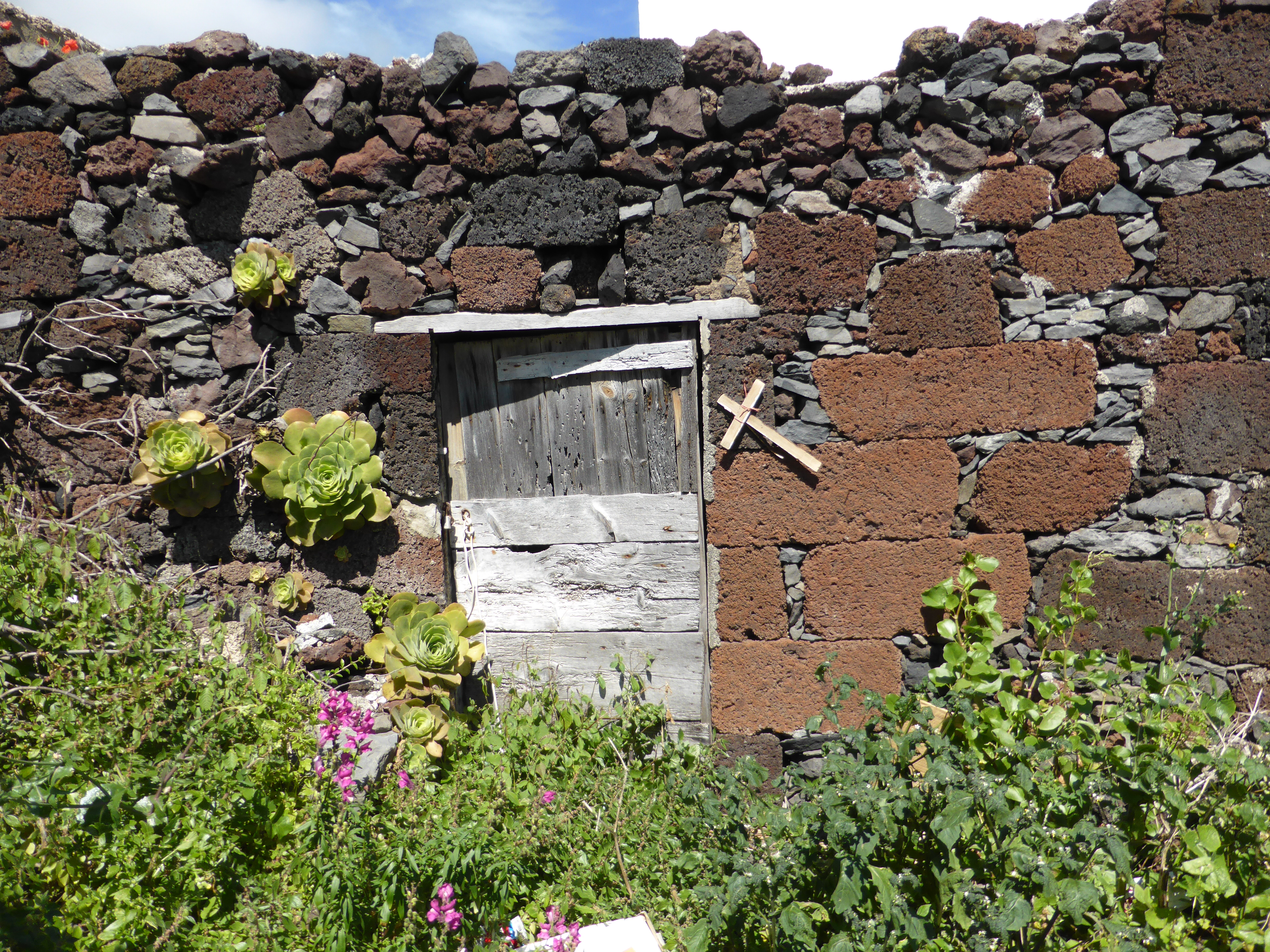
Sanjoras (aeonium hierrense) en un muro antiguo de Sabinosa

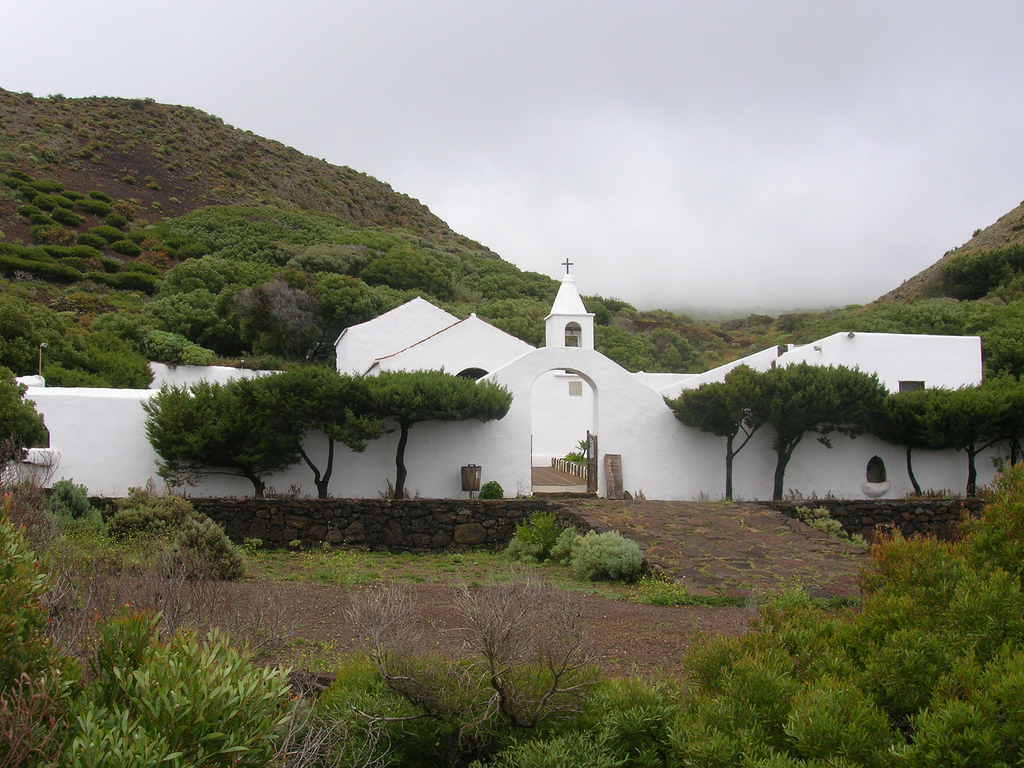
Santuario Insular de Nuestra Señora de los Reyes (1577)

Ha sido conocida tradicionalmente como Isla del Meridiano o Isla del Meridiano Cero. Se atribuye a Ptolomeo el haber situado el Meridiano Origen, en el extremo oeste del mar conocido en su época, en las Islas Canarias. A partir de 1884 se estableció Greenwich como nuevo meridiano origen, como imposición del poderío británico.

### Época prehispánica
La isla estaba poblada originalmente por el pueblo bimbache, entroncados genética y culturalmente con los bereberes del norte de África.
La economía de los bimbaches era principalmente pastoril, con abundante ganado caprino, ovino y porcino. También se dedicaban a la agricultura (por lo menos la cebada), la recolección y el aprovechamiento de los recursos marinos. En El Hierro, tal como sucedía también en Lanzarote, no había división territorial interna al contrario que en el resto de islas. La conquista tuvo lugar a fines de 1405 por Jean de Bethencourt. No hubo resistencia por parte de la escasa población aborigen, a quien prometió respetar en libertad; sin embargo, el conquistador acabó vendiendo a la mayoría como esclavos, siendo repoblada la isla con normandos y castellanos.

### La Corona de Castilla en la isla
La Corona de Castilla pagó a mercenarios vasco-franceses para conquistar la isla; sin embargo éstos la vendieron a Portugal, que luego la cedió a la Corona española en el Tratado de Alcazobas. Antes de la llegada de las tropas de las coronas castellana y aragonesa, la población era pastoril con ganado caprino, ovino y porcino y desarrollaba el cultivo de cereales, además de explotar recursos vegetales y marinos. Debido a que no existía ruta de comercio, escaseaban los productos elaborados y herramientas. Solo existía un mercado interior. Supuestamente, las tierras y otros recursos comunes se repartían equitativamente. El poder divino lo representaba la naturaleza. La progresiva expansión del control por parte de la Corona de Castilla concentró las tierras y los beneficios de producción comercial, mediante un régimen señorial. Antes y después de incorporarse la isla a la Corona española, algunos habitantes fueron llevados como mano de obra esclava; aunque luego regresaron a la isla. Más tarde se asentaron franceses y gallegos bajo el régimen señorial.

### Visita de Colón
Se ha sugerido que, en su segundo viaje a América, Cristóbal Colón hizo escala en La Gomera y en El Hierro. En esta última isla habría realizado una escala para proveerse de alimentos y agua así como para esperar vientos mejores. En total, habría esperado fondeado 17 días en la isla esperando a una mejora en los alisios que permitiera a su flota de 17 buques avanzar más rápido. El 3 de octubre de 1493 habría partido desde la bahía de Naos al Nuevo Mundo.

### Iglesia de la Concepción

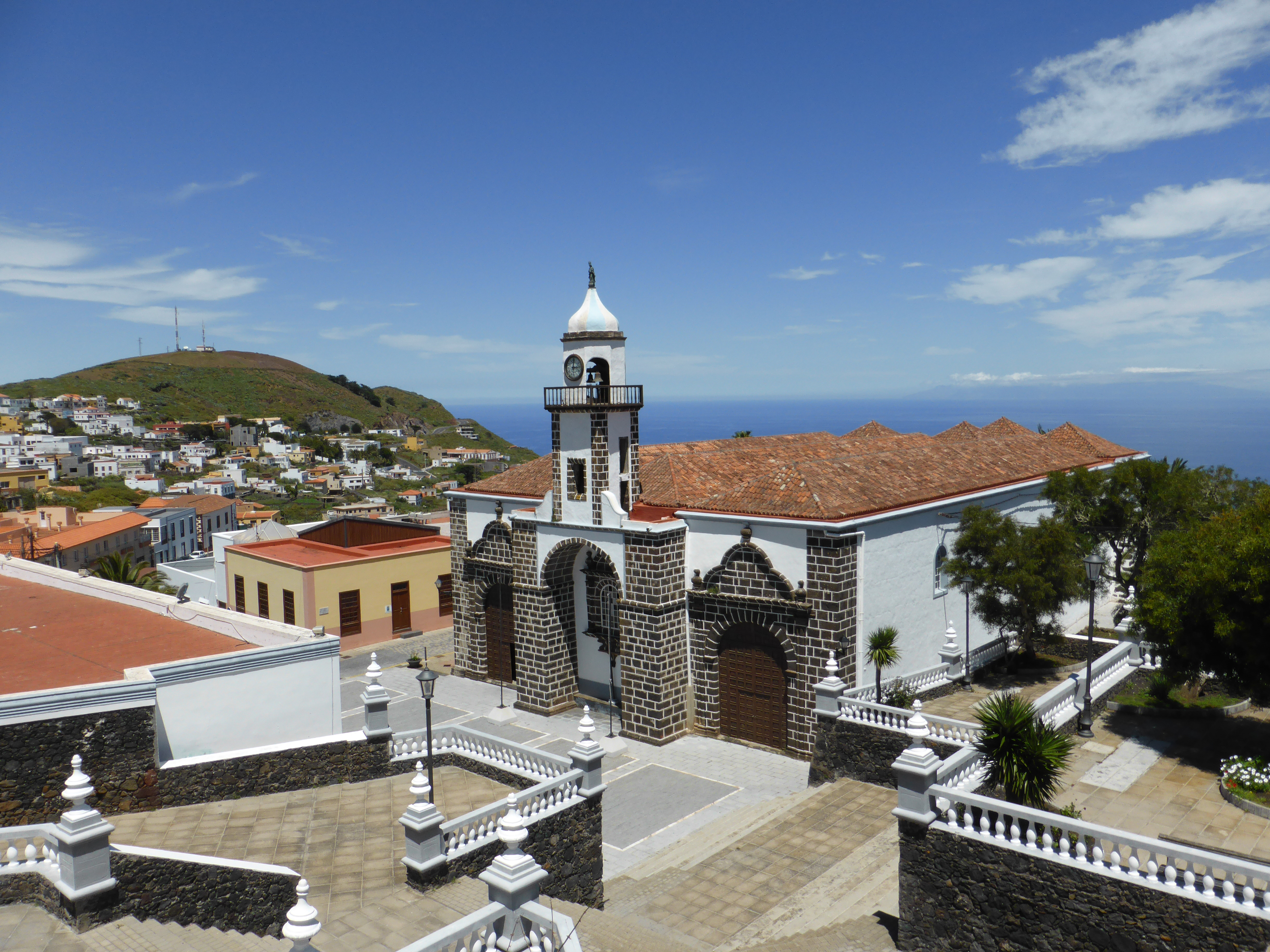
Iglesia de la Concepción, Valverde

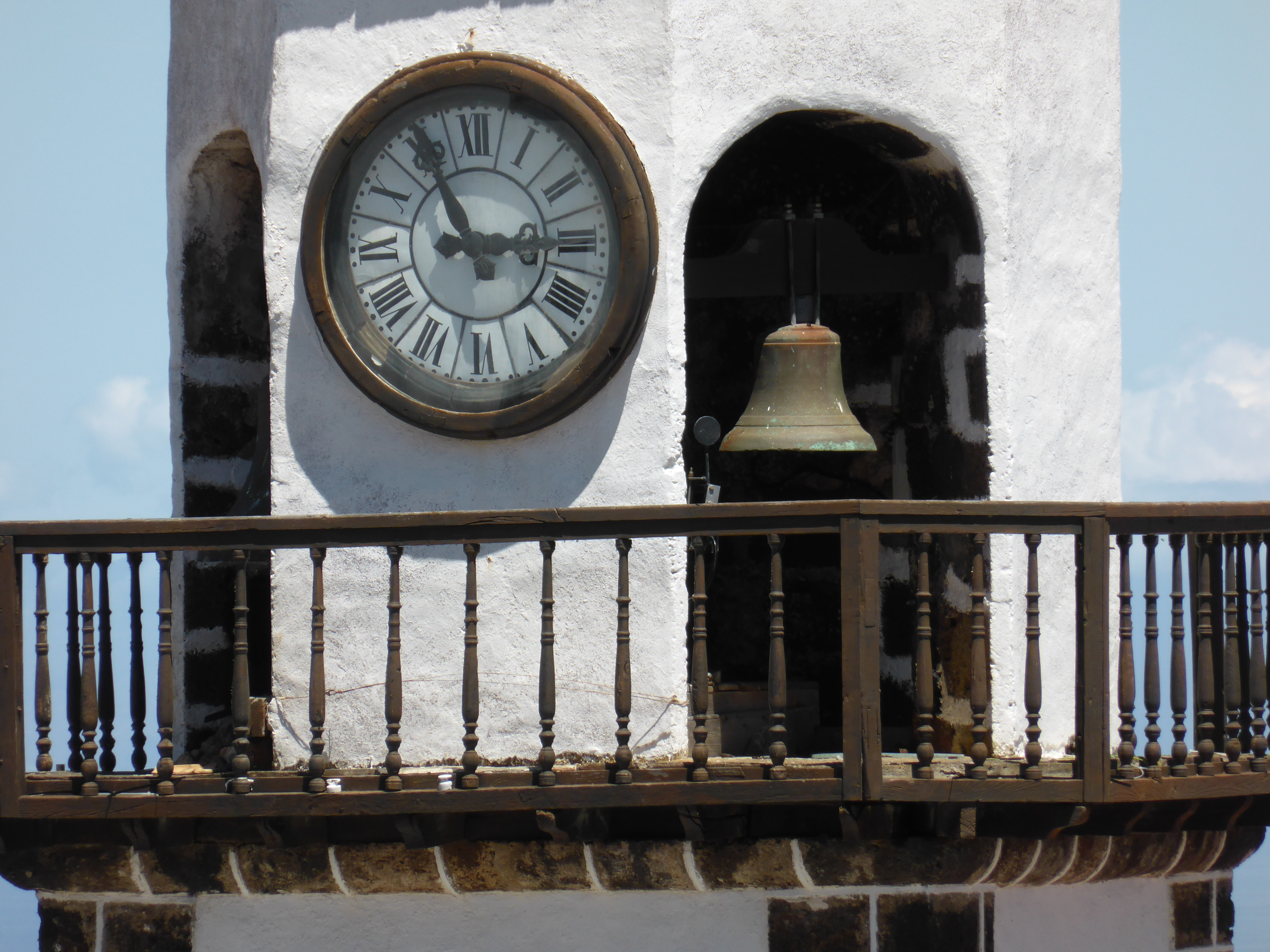
Campanario de planta octogonal

En la Villa de Valverde se encuentra la Iglesia Matriz de Nuestra Señora de la Concepción, de estilo barroco clasicista, construida entre los años 1767 y 1820. El templo es de planta rectangular, dividida en tres naves. En la nave central se sitúa el campanario y en su cabecera encontramos un ábside de planta cuadrada.
En la fachada principal, la nave central se adelanta y en ella se abre un gran arco de medio punto realizado en cantería, sobre el que se eleva una original torre, cuyo segundo cuerpo está compuesto por un campanario de planta octogonal, rematado por una pequeña cúpula de influencia mudéjar, con una imagen de la Virgen de La Concepción.
Unos pilares soportan la cubierta de la iglesia, en cuyo interior es posible contemplar un artesonado de madera de tea de pino, de estilo mudéjar muy sencillo. Esta cubierta fue reformada en 1937, pues la anterior amenazaba ruina. La capilla mayor y el crucero mantienen la techumbre original.

### Emigración
Parte de los habitantes de la isla se vieron forzados a emigrar a lo largo de la historia, debido a la limitación de tierras de cultivo y largas sequías. La mayor emigración reciente fue debida a la sequía de mediados del siglo XX. Muchos herreños emigraron a Tenerife o Gran Canaria. También partían barcos de vela desde El Hierro hasta América del Sur, de forma clandestina, formando colonias canarias, mayormente de comerciantes de productos agrarios. En parte regresaron a Canarias, aunque otros -y sus descendientes- son habitantes de diferentes países de América.

### Destierro
El siglo XIX supuso que El Hierro, al igual que Fuerteventura se volviera interesante como lugar de deportación de algunos políticos, militares y liberales caídos en desgracia. La población era la encargada de vigilar a los deportados. No obstante que la isla se convirtiera en una especie de cárcel lejana, fue beneficioso para los isleños. Gracias a ello, desde Tenerife llegó deportado en 1823 Leandro Pérez, por motivos políticos, convirtiéndose en el primer médico de la isla, comprobando las propiedades curativas de las aguas del Pozo de Sabinosa, o Pozo de la Salud, que estando confinado en El Hierro, fue condenado a muerte, pero logró salvarse porque los herreños lo ayudaron a huir a América.
Otros confinados fueron Félix Mejía, editor del popular semanario satírico El Zurriago, así como otros periodistas exaltados y molestos con el padre Blas de Ostolaza, antaño educador de Fernando VII, acusado de degenerado corruptor de menores, que lograron fugarse en un barco estadounidense con ayuda de la organización comunera canaria y la carbonería internacional, llegando a Filadelfia en 1824 en medio de la más absoluta miseria. Mejía recibió la protección de liberales estadounidenses, masones y bonapartistas allí exiliados, entre ellos José Bonaparte.
En el siglo XX, gobernando Alejandro Lerroux en la Segunda República, fue desterrado el dirigente comunista Florencio Sosa Acevedo, diputado, maestro y alcalde de Puerto de la Cruz, si bien por pocos meses, porque en las elecciones del 16 de febrero de 1936 ganó el acta de diputado a Cortes por Santa Cruz de Tenerife.
Confinados unos seis meses durante 1962 estuvieron Íñigo Cavero y José Luis Ruiz-Navarro, profesores de la Universidad Complutense de Madrid, represaliados por su asistencia en Múnich al Congreso del Movimiento Europeo. Con la Transición, en 1977, por la UCD, José Luis Ruiz-Navarro fue elegido diputado a Cortes, e Iñigo Cavero ministro de Justicia y Cultura, que tan agradecido se sentía con el trato de los herreños, que 18 años después acudió a unas fiestas en El Hierro.

### Pozo de la Salud

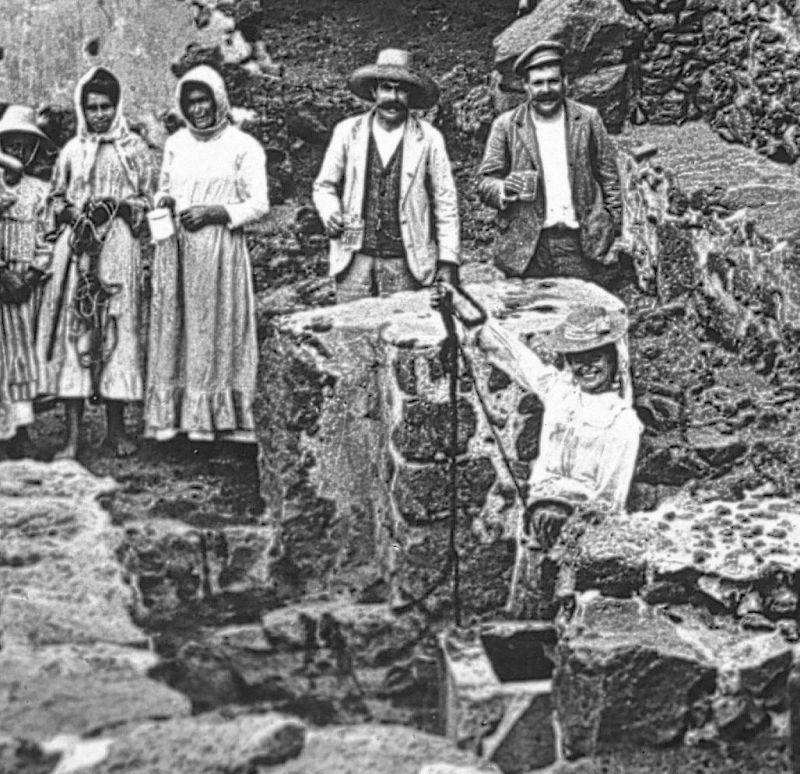
El Pozo de Sabinosa, o Pozo de la Salud, hacia el año 1912

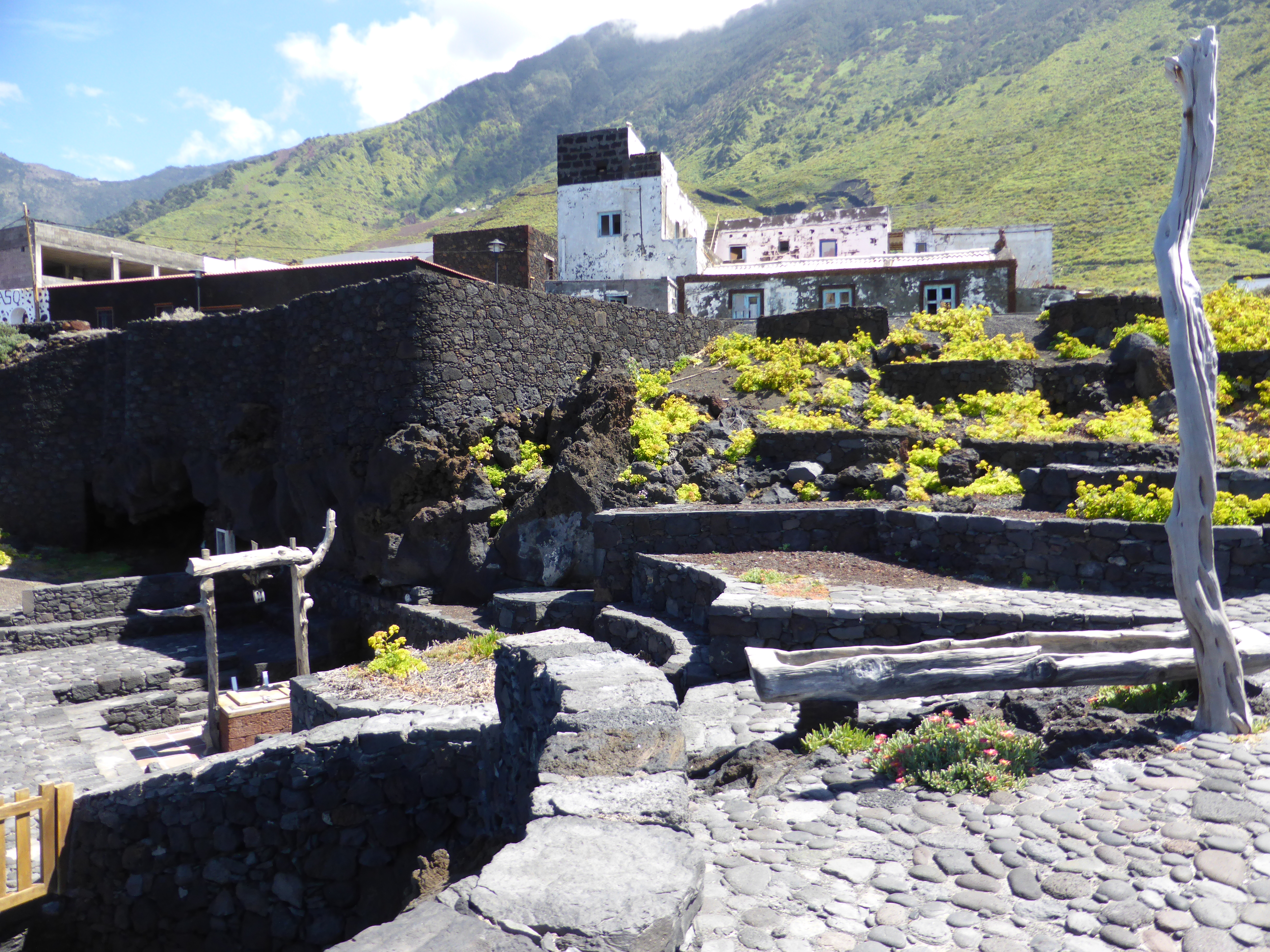
Brocal del pozo y antigua Casa Rosa

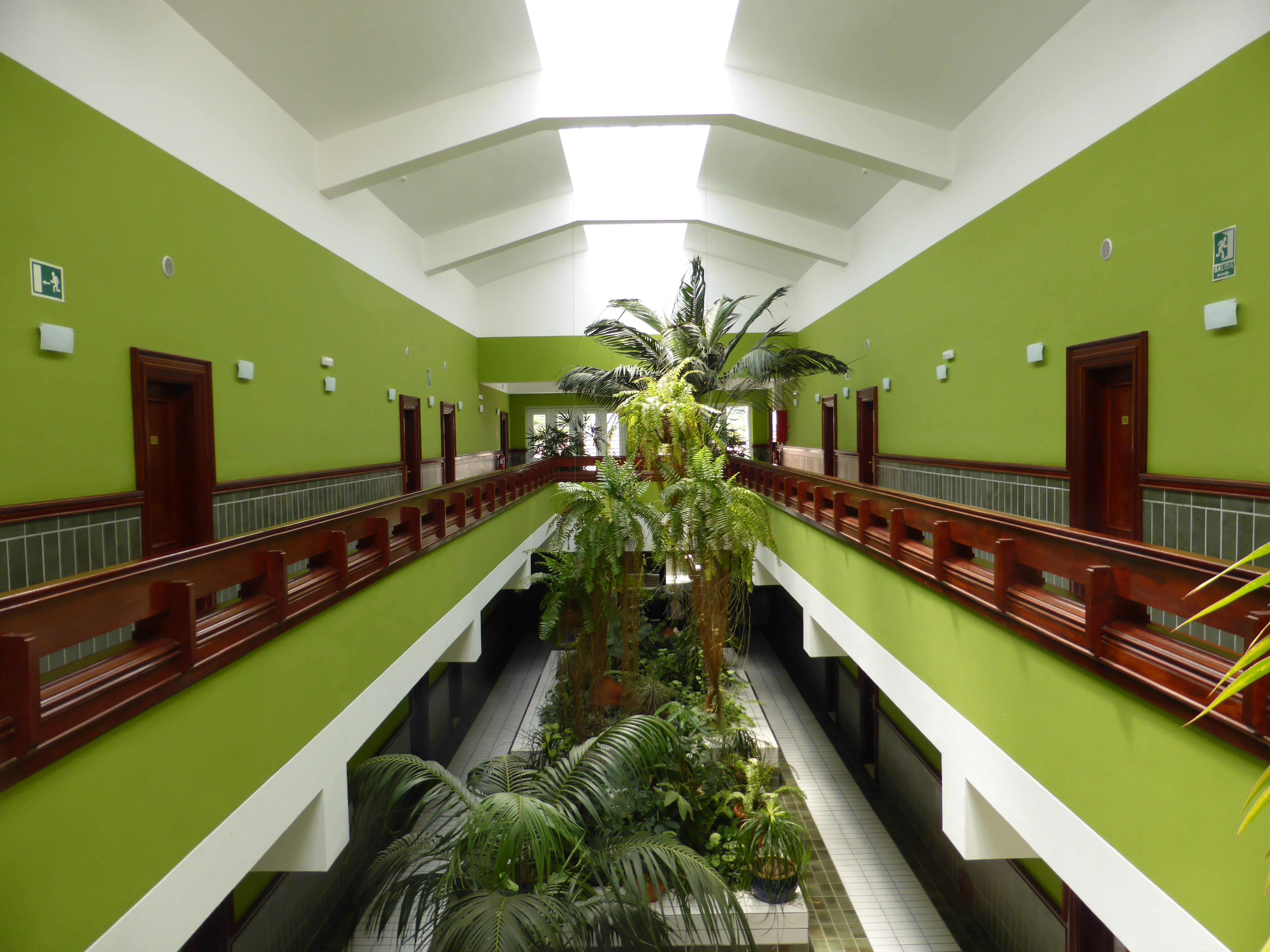
Hotel Balneario, gestionado por el Cabildo Insular de El Hierro

Entre los años 1702 y 1704 se perforó el Pozo de la Salud, que inicialmente se llamaba Pozo de Sabinosa. Formaba parte de un programa de búsqueda sistemática de agua potable en la línea de la costa. El agua encontrada resultó algo salobre, pero muy útil para dar de beber a los animales. Pero, además, pronto se comprobó que las personas que tomaban esa agua tenían mejor salud y resistían las epidemias.
A lo largo del siglo XIX numerosos médicos certificaron sus propiedades. También personalidades célebres bebieron sus aguas, según el método tradicional. Cada día de terapia en el Pozo comenzaba bebiendo varios litros de agua recién extraída, hasta obtener un efecto purgante. Más tarde era necesario darse un baño en agua muy caliente (45 °C), durante unos 10 minutos. Y después a sudar en la cama, muy abrigado.
El agua del Pozo de la Salud servía para mejorar o curar muchas enfermedades de la piel, y trastornos digestivos. Pero era más amplia la lista de sus indicaciones. Gracias a su fama, fue constante la peregrinación de enfermos que llegaban de otras islas. La razón principal para viajar a la isla de El Hierro era para tomar las aguas minero-medicinales del Pozo de la Salud.
En el siglo XX, en las décadas de los años cuarenta y cincuenta, la célebre cantadora y tamborilera Valentina la de Sabinosa y su marido Esdras preparaban los baños calientes. La mejor referencia para conocer anécdotas sobre su estancia se encuentra en el libro del humorista Jacinto del Rosario Viaje estrambótico al Pozo de la Salud, publicado en el año 1950.
Por esa época el ingeniero José Rodrigo-Vallabriga construía el inicial balneario, y comercializaba el agua para su venta en farmacias y tiendas. El señor Vallabriga residía en Santa Cruz de Tenerife, en la plaza de la Iglesia n.º 11 (antiguo), y en la planta baja de su casa estableció la pequeña industria embotelladora. Para ello, primero transportaba el agua en garrafones desde El Hierro. Y una vez trasvasada a botellas de vidrio, la distribuía por las islas.
Hasta 1965, año de la muerte del ingeniero Vallabriga, el Pozo de la Salud tuvo una cierta animación artística, puesto que sus aguas fueron bebidas por músicos y poetas, en sucesivos veranos. Y en los momentos de descanso se improvisaban tertulias.
En los años setenta, y comienzos de los ochenta, daba los baños doña Rosa, en su establecimiento Casa Rosa. Allí el ambiente era familiar. Doña Rosa fue la última gran entusiasta de esas aguas.
Poco después el Cabildo de El Hierro inició la construcción del moderno Hotel-Balneario Pozo de la Salud. En 2010 el hotel estuvo cerrado por reformas. A finales del año 2011 el hotel reabrió para dar tratamientos de belleza y relax, además de servir como alojamiento de calidad, en un entorno de gran belleza natural.

### SiglosXXyXXI
En julio de 1899 un incendio arrasó el ayuntamiento de Valverde destruyendo el archivo que se había creado en 1553. Se quemaron importantes documentos sobre la historia de la isla. También en ese tiempo ocurrió una epidemia de viruela y una larga sequía, seguida de años muy lluviosos y con inundaciones frecuentes.
En 1912 se crearon los ayuntamientos de Valverde y La Frontera. Con la creación de los Cabildos Insulares, la isla adquirió autogobierno. La Primera Guerra Mundial no supuso ningún cambio especial para la isla. En las décadas siguientes se construyó el puerto de La Estaca, se mejoraron las carreteras, las conducciones de agua y se construyeron escuelas. La Segunda Guerra Mundial, al contrario que en las demás islas, tampoco se dejó sentir en El Hierro. En 1948 otra larga sequía provocó la emigración de parte de la población hacia Venezuela y la isla de Tenerife.

#### Lanzadera de microsatélites y radar militar
En los años 90, el INTA pensó crear una estación de lanzamiento de microsatélites, para enviar dos satélites de investigación al año, hasta completar un total de quince. Por razones de seguridad se debería haber evacuado las poblaciones cercanas, por lo que se hizo una manifestación con varios miles de asistentes en Tenerife, muchos de ellos trasladados desde El Hierro en barco, pues incluso instituciones públicas ofrecieron billetes gratuitos. En febrero de 1997, la mayoría del Parlamento de Canarias rechazó el proyecto; aunque al poco tiempo se destrozaron las lavas cordadas del paraje protegido de Tacorón para plantar frutas tropicales.
El segundo proyecto, instalar un radar militar en el pico de Malpaso aún sigue pendiente. La situación geográfica de la isla es un aliciente para su instalación. Desde 1986 se suceden protestas de los herreños, año en el cual el Ministerio de Defensa comunicó sus planes al ayuntamiento de La Frontera. En junio de 2005, el por entonces ministro de Defensa, José Bono, anunció que se podría tratar de un radar móvil que no afectaría a la orografía de la zona.

#### Actividad volcánica en 2011 y 2012
A partir del 19 de julio de 2011 empezaron a sentirse gran número de temblores de tierra en la isla, lo que atrajo la atención de numerosos especialistas. Al aumentar la intensidad y la frecuencia de los sismos, se alertó a la población sobre una posible erupción. La primera erupción observada por medios indirectos se percibió en el mar, a 5 kilómetros de la isla, el 10 de octubre de 2011.
En marzo de 2012 concluyó la erupción submarina en el Mar de las Calmas. Según datos del Instituto Español de Oceanografía, el cráter del volcán apagado se encuentra a 88 m de profundidad.

## Gobierno y política
|  |  |

El Hierro, como parte de la comunidad autónoma de Canarias, depende en función de las distintas competencias atribuidas, del Gobierno de España, del Gobierno de Canarias y del Cabildo Insular de El Hierro.

### Cabildo Insular de El Hierro

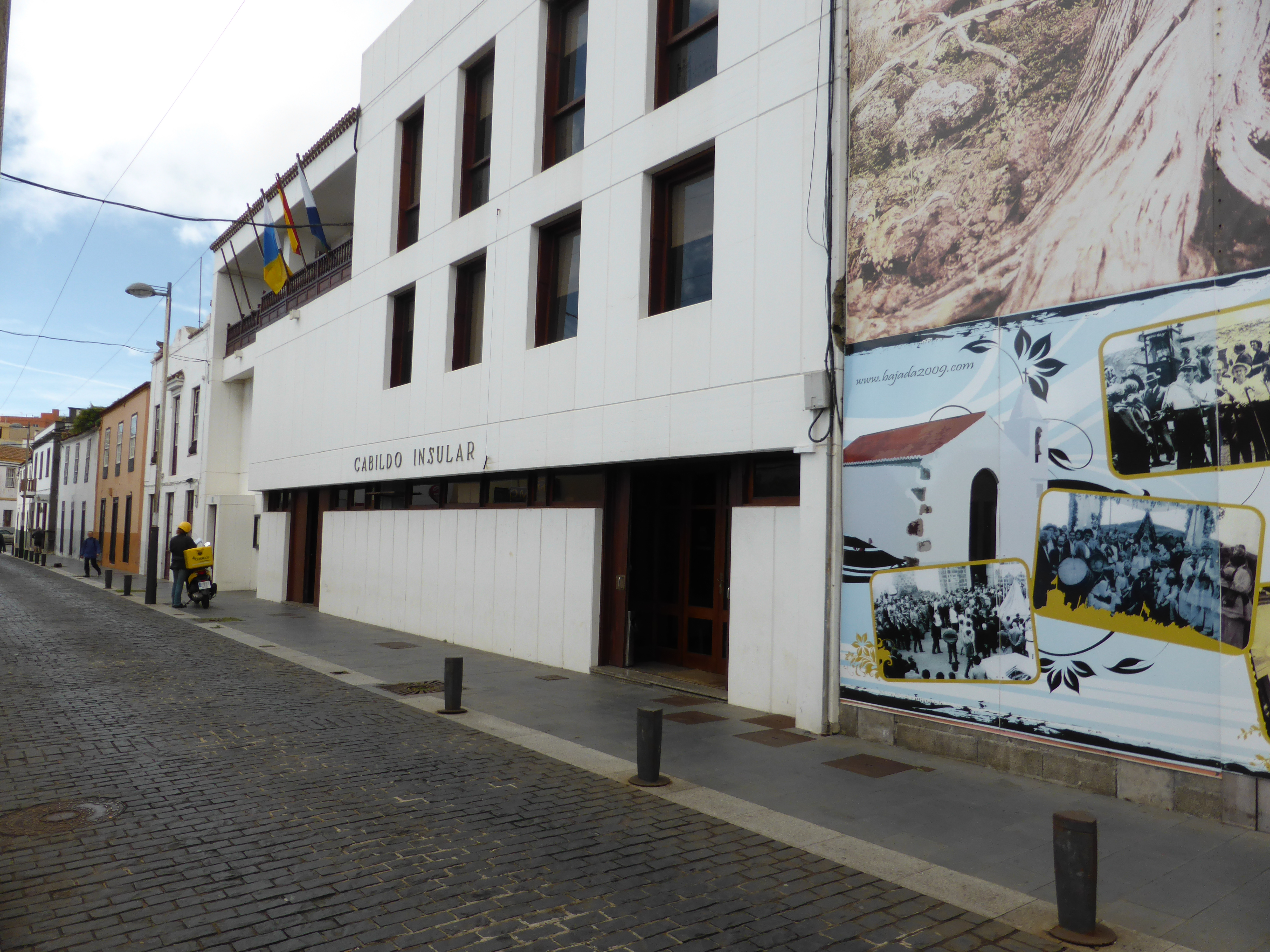
Inmueble sede del Cabildo Insular de El Hierro, en la Villa de Valverde, calle Doctor Quintero, 11

Los cabildos, formados a partir de la Ley de Cabildos de 1912, son las formas gubernativas y administrativas propias de las Islas Canarias y cumplen dos funciones principalmente. Por una parte, prestan servicios y ejercen competencias propias de la comunidad autónoma y por otra, son la entidad local que gobierna la isla. La sede del cabildo está situada en la localidad de Valverde.

### Municipios

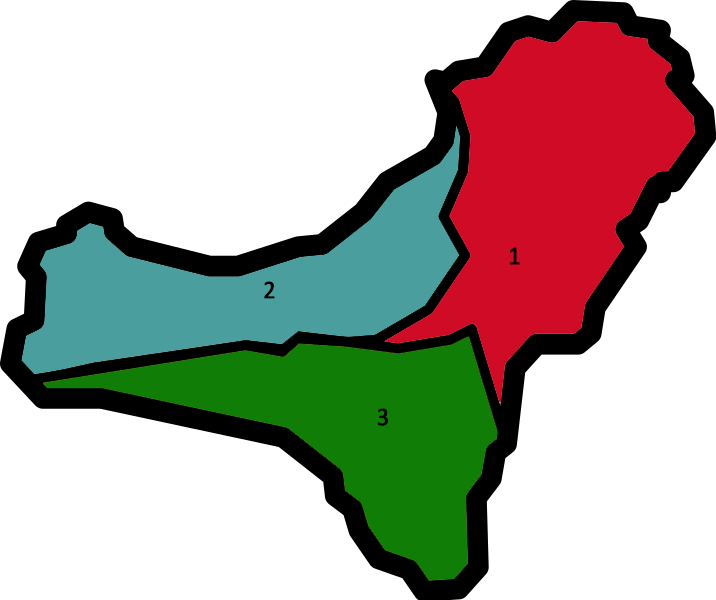
Municipios de El Hierro:
1. Valverde 2. La Frontera 3. El Pinar

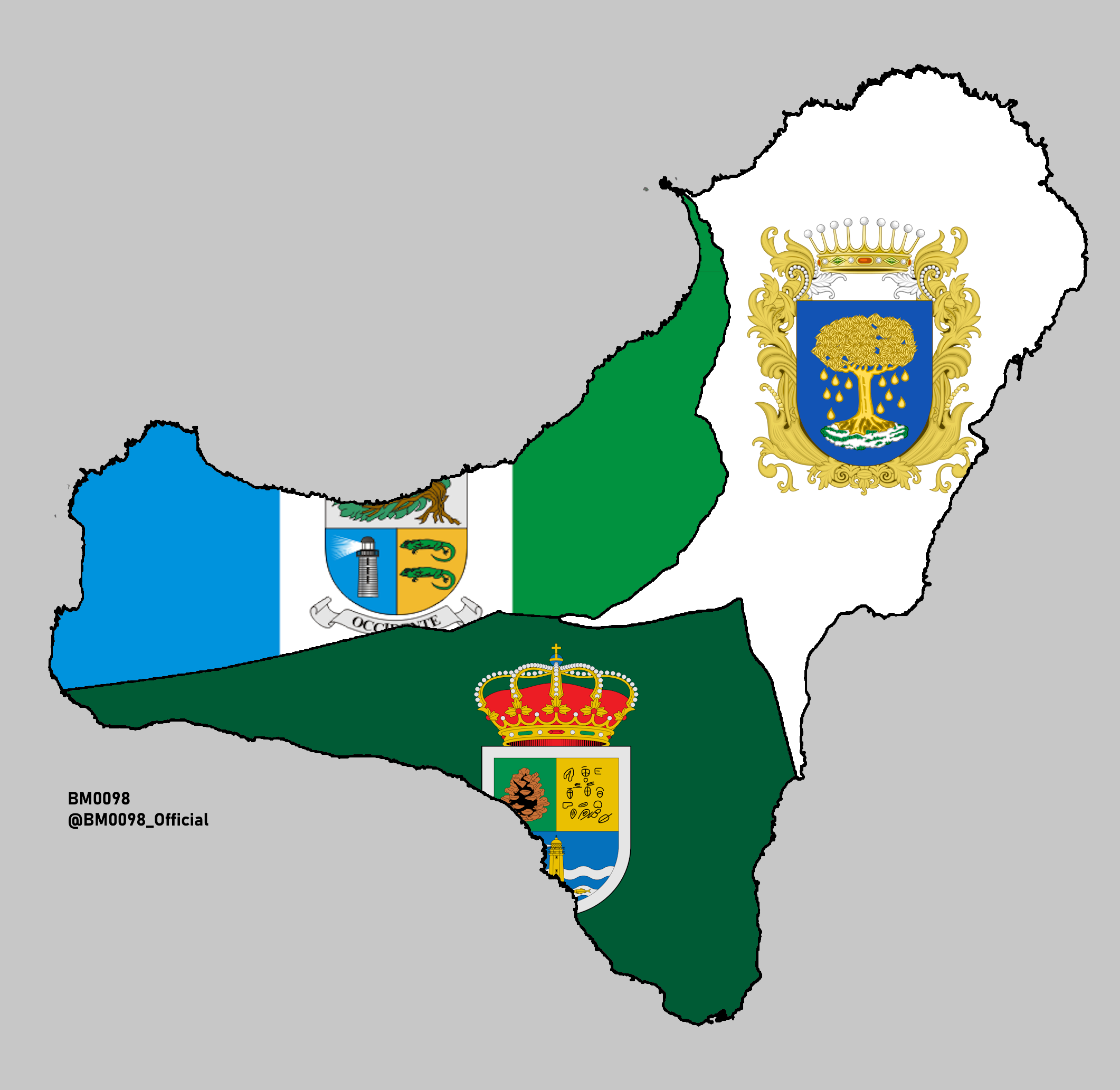
Mapa de los Municipios de la Isla del Hierro con sus Banderas Respectivas

La isla se divide en tres municipios con sus respectivos ayuntamientos, integrados en la FECAM, regidos por la legislación básica de régimen local y sus respectivos reglamentos orgánicos. En octubre de 2006 se iniciaron los trámites para la segregación de El Pinar del municipio de La Frontera, y en septiembre de 2007 se convirtió en el tercer municipio de la isla.
Los municipios, formados por varias poblaciones, son los siguientes:
- Valverde
- Frontera
- El Pinar

### Dirección Insular de El Hierro
Esta institución, análoga a los subdelegados del gobierno en las provincias, es la encargada de representar al Gobierno de España en la isla y de gestionar todas aquellas competencias que no hayan sido transferidas al Gobierno de Canarias, al cabildo o a los municipios. La sede de la Dirección Insular se encuentra en el municipio de Valverde.

## Infraestructuras y servicios

### Aeropuerto
El aeropuerto de El Hierro se encuentra situado en el municipio de Valverde. Parte de la pista se encuentra en terreno ganado al mar, debido a la especial orografía de la isla. La pista posee 1250 m de longitud y está asfaltada. A través del aeropuerto de El Hierro se puede acceder a la isla desde Tenerife (aeropuerto de Tenerife Norte) y Gran Canaria. Binter Canarias es la principal compañía que realiza el servicio. Además actualmente la compañía Canaryfly une Tenerife con El Hierro con un vuelo diario.

### Puertos

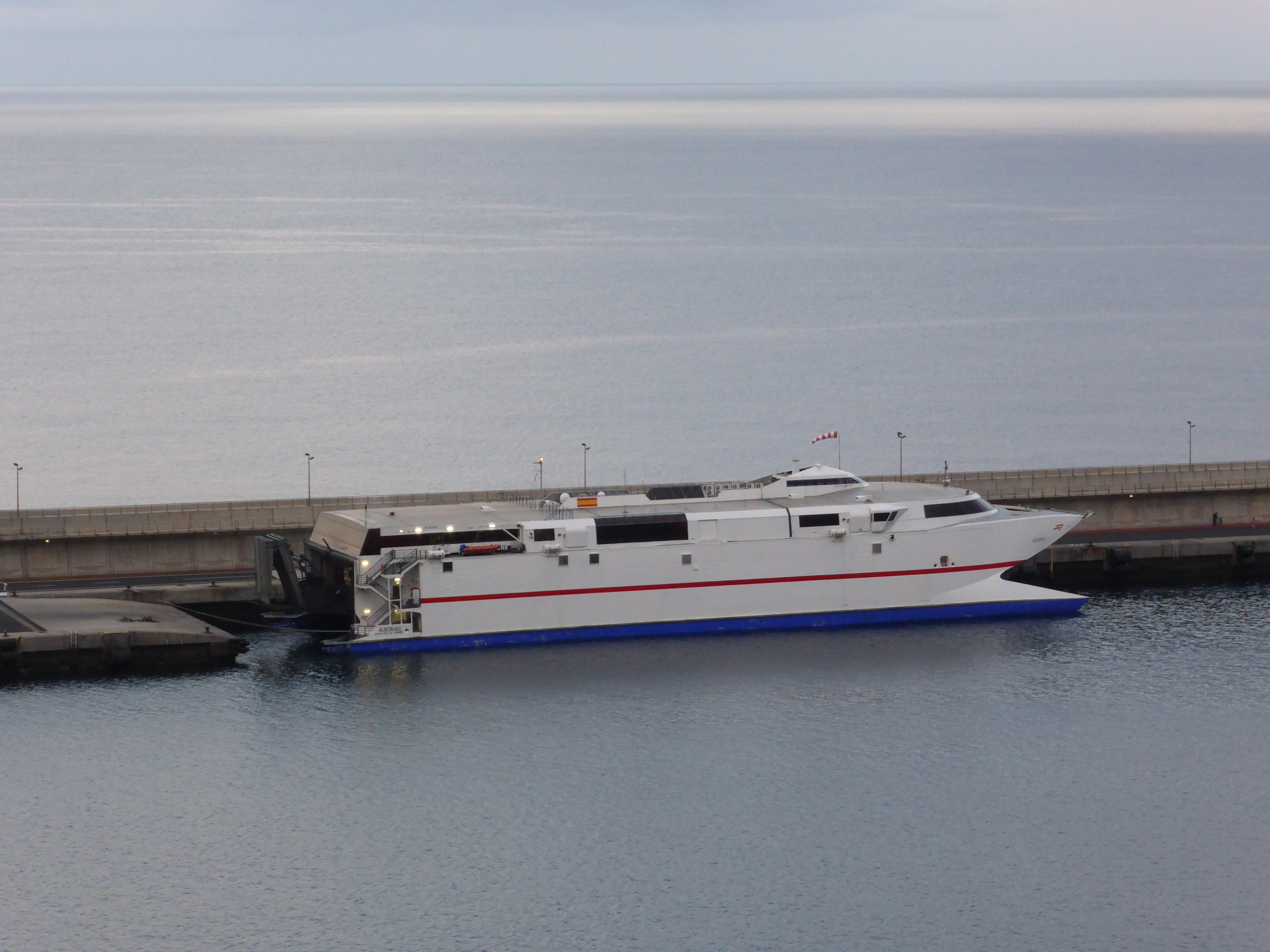
El ferry catamarán Alborán, fletado por Naviera Armas, atracado en el puerto de La Estaca

Las comunicaciones marítimas de El Hierro se realizan a través del puerto de La Estaca, en el municipio de Valverde. Este muelle fue ampliado recientemente para permitir la escala de buques mayores. Concretamente, el 23 de junio de 2006 fue inaugurado el nuevo puerto. A través de él se realiza el tráfico de pasajeros y de mercancías. Desde principios de los años 1990 hubo ferris regulares conectando la isla con las vecinas. Fred Olsen Express cubría el trayecto entre el puerto de La Estaca y el puerto de Los Cristianos en Tenerife.
A partir de marzo de 2014, solamente la Naviera Armas mantiene la línea a Los Cristianos, con el moderno ferry catamarán Alborán, construido en Australia, con capacidad para cerca de 900 personas. Este catamarán es propiedad de Acciona Trasmediterránea, aunque está fletado por Armas.
En otros puntos de la isla existen pequeños puertos pesqueros y deportivos, como el puerto de La Restinga, donde tienen su base los pescadores que faenan en el mar de las Calmas, y los buceadores. Al puerto y aeropuerto se puede acceder a través de líneas regulares de guaguas y taxis.

### Carreteras

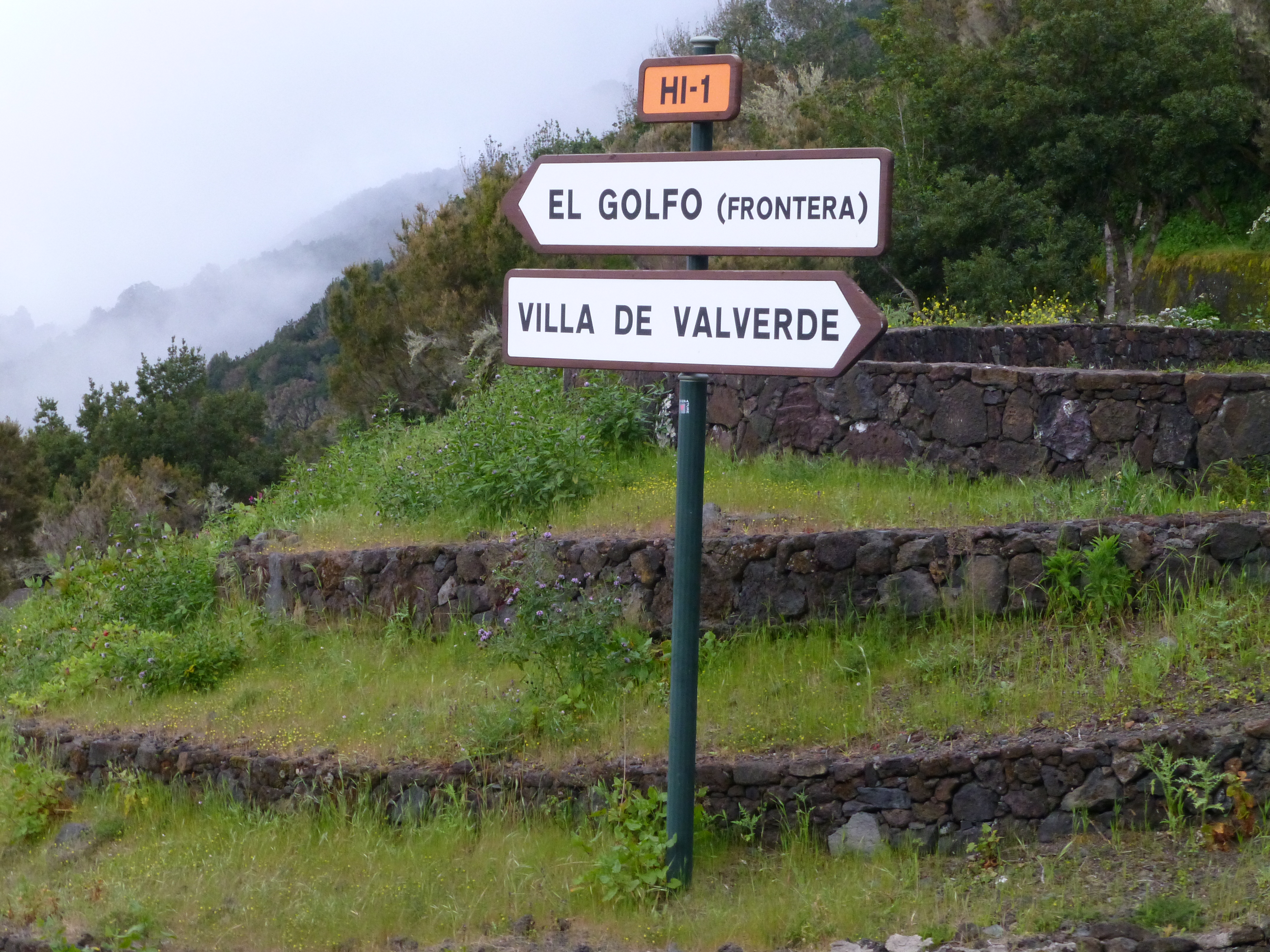
Señalización de la antigua carretera por la cumbre

La red de carreteras se encuentra en buenas condiciones, por lo que se puede acceder a todas las poblaciones sin dificultad. La carretera principal es la que une Valverde con La Frontera a través del Túnel de Los Roquillos, reduciendo la duración del trayecto respecto a la antigua carretera por la cumbre. Otra de las vías principales es la que accede desde la capital hasta el puerto de la Estaca. El resto de la isla se encuentra comunicada mediante carreteras asfaltadas o pistas forestales.

### Energía

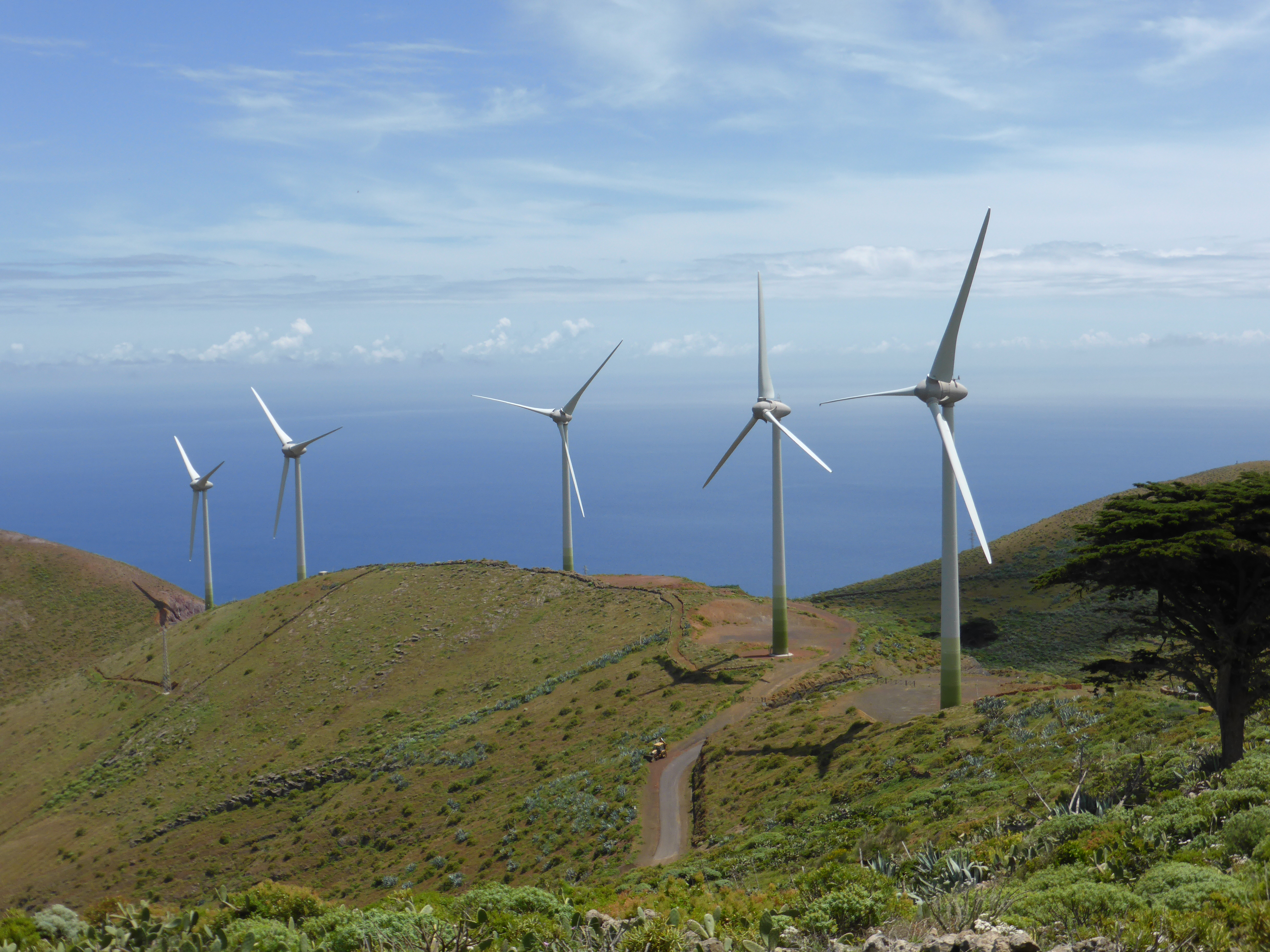
Central hidroeólica de El Hierro. Los cinco grandes aerogeneradores fueron fabricados por Enercon. Son del modelo E-70, cada uno con potencia nominal de 2,3 megavatios

Gran parte de la energía eléctrica de El Hierro, a partir de junio de 2014, se genera en la nueva central hidroeólica de Gorona del Viento. La instalación cuenta con cinco grandes aerogeneradores Enercon, modelo E-70, y una central hidroeléctrica reversible, que incluye dos balsas, una red de tuberías, una serie de turbobombas, y turbinas hidráulicas.
Con esta misma energía estaba previsto accionar una planta desalinizadora, que finalmente se ha descartado, tras reducirse las subvenciones externas.[cita requerida] Paralelamente, la central diésel seguirá operativa, actuando como reserva.

### Sanidad
La isla cuenta con el Hospital Insular Nuestra Señora de los Reyes ubicado en la villa de Valverde, capital de la isla. Atiende a la población del Área de Salud de El Hierro, conformada por los 3 municipios de la isla. Su Hospital de Referencia es el Hospital Universitario Nuestra Señora de La Candelaria en Santa Cruz de Tenerife.

## Economía
La economía de El Hierro, debido a su escaso tamaño y población, es la menor de las economías canarias (exceptuando La Graciosa) tanto en PIB (10,7% de crecimiento desde 2010, el tercero más bajo) como en PIB per cápita (0,2% de crecimiento desde 2010, el más bajo de todos) 
La economía herreña se basa en el sector primario y terciario. El Cabildo Insular es el encargado de regular y promocionar los cuatro pilares de los que depende la economía de la isla, es decir, la agricultura, ganadería, pesca y turismo.

### Agricultura, ganadería y pesca

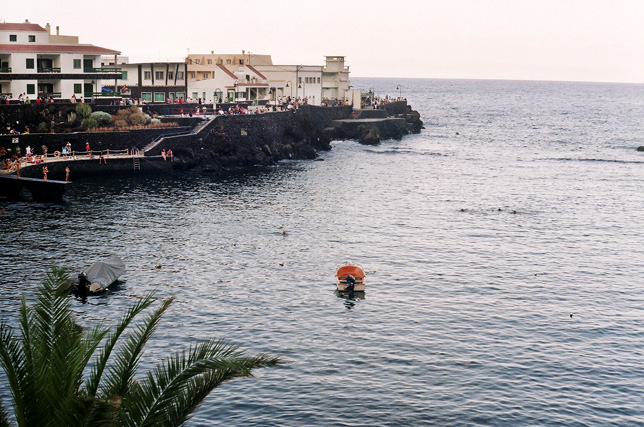
El Tamaduste

La cabaña ganadera herreña está constituida por ovejas y cabras, destacando estas últimas por ser descendientes de la especie caprina que criaban los bimbaches. La producción de carne es, sin embargo escasa, debido a que la ganadería se desarrolla principalmente para la producción de leche, que se recoge en la Cooperativa de Ganaderos de Isora, y que es empleada para elaborar quesos que luego se exportarán al resto de las islas y a la España peninsular.
Los cultivos de frutales están concentrados en el valle del Golfo, donde se cultiva la piña tropical, papayas, aguacates, plátanos, mangos, etc, de cuya distribución y comercialización se encarga la Cooperativa del Campo y la comercializadora Mercahierro. Los higos secos o pasados hace siglos que son considerados como los mejores de Canarias y se dan, sobre todo en la zona de El Pinar. Se cultivan otras frutas aunque destinadas al consumo local y que dependen de la época. Estas frutas son las ciruelas, albaricoques, manzanas y cítricos.
El Hierro también produce vino, a través de una cooperativa que reúne a los viticultores. Existe una denominación de origen El Hierro. Los vinos de esta isla destacan por su alta graduación.
La Restinga es el principal puerto de pescadores de la isla, que faenan en el Mar de Las Calmas. Las capturas más importantes son las de bonito listado y otros túnidos además de la pesca de litoral que incluye viejas, cabrillas, morenas, etc.

### Turismo

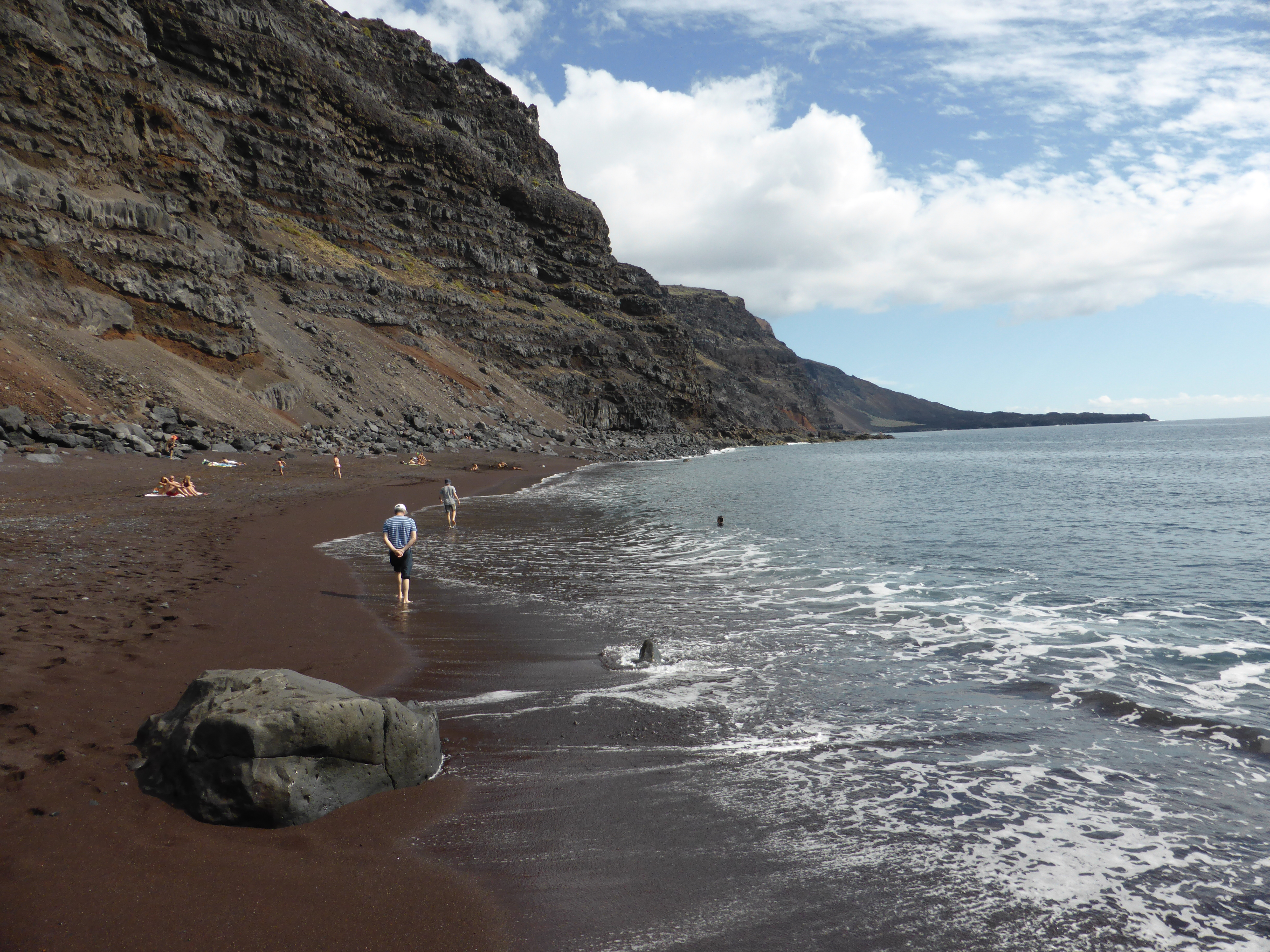
Playa del Verodal, de arena rojiza, en el oeste de la isla, en un día de mar tranquilo. Hay que tener cuidado con las corrientes

La isla está muy alejada del concepto de turismo de masas, y según la opinión de sus habitantes se debe mantener así. Se estima que el número máximo de camas que la isla podría soportar es de 2000. La dificultad de acceder y la ausencia de grandes playas la hace menos atractiva para las visitas familiares. En 1984 se creó el Patronato de Turismo con sede en Valverde. Este patronato depende del Cabildo de El Hierro y es el encargado de la promoción exterior de la isla. Desde 1996 se han publicado varias cuñas publicitarias a nivel nacional utilizando el eslogan Isla de la tranquila diferencia. Las autoridades de El Hierro defienden la idea de que la calidad debe estar por delante de la cantidad. Como norma general, los turistas que se acercan a la isla lo hacen de forma individual para practicar senderismo o el denominado turismo rural.
Dentro de las zonas de baño de El Hierro, destacan las piscinas naturales de La Maceta, situadas en el Valle de El Golfo. Por otra parte, existe solo una playa natural con fondo de arena desarrollado, la playa de Timijiraque, una playa de arena oscura que se encuentra a las faldas de la serie geológica más antigua de la isla. También hay una amplia playa natural de arena oscura, la playa de La Arena, y tres playas casi inaccesibles: la playa de Las Calcosas, la playa Miguel y la playa de El Pozo. También hay playas naturales de tamaño reducido: playa de arena oscura de La Restinga, la playa de Tacorón, de arena roja (lapilli, ceniza volcánica) y playas de arena oscura en el charco de Tamaduste. 

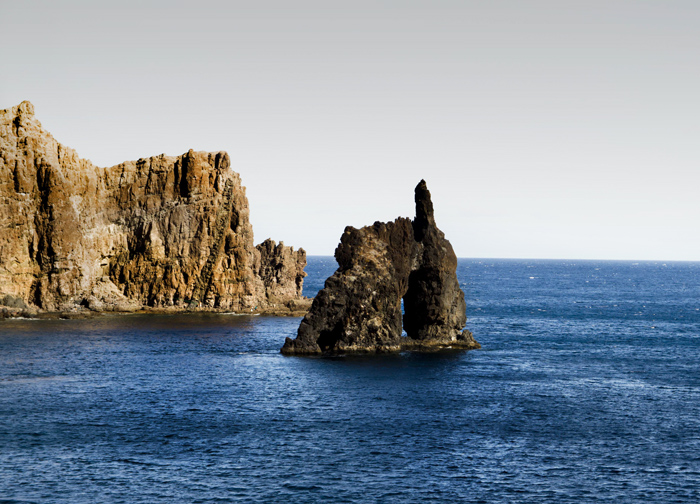
Roque de La Bonanza

Además existe una playa natural poco desarrollada de depósitos calcáreos blanquecinos y fondo de colada lávica, la playa de Arenas Blancas. Por otro lado hay una playa artificial de arena oscura, la playa de El Verodal y se pretende construir otras dos playas más, en el puerto de La Estaca y el puerto de La Restinga. Además existen varios charcos, el Charco Manso, el Charco Azul, Charco del Pozo de Las Calcosas, Charco de Los Sargos, Charco de La Tabla. También hay piscinas artificiales en La Caleta y Las Puntas. Además hay zonas de baño en Tecorón, el muelle del faro de Orchilla, Roque de la Bonanza, puerto de La Estaca, muelle de Las Puntas.
Los sitios más transitados por los turistas son los miradores, que permiten vistas de todos los puntos de la isla. Los más famosos son el mirador de Las Playas en la zona oriental y el Mirador de La Peña construido por César Manrique. En él se encuentra un restaurante con vistas al Valle del Golfo.

## Cultura

### Folclore
El folclore de El Hierro es muy similar al del resto de las islas Canarias, aunque presenta una serie de variaciones como el uso de las flautas así como de bailes propios de la isla. Es característica local una agrupación de flautas (pito herreño) y tambores que pudiera tener origen en Galicia o el norte de Portugal. Destaca especialmente el tango herreño en el que los movimientos son rápidos y cortos, y en la danza el hombre trata de cautivar a su pareja femenina haciendo alardes de destreza y gallardía.

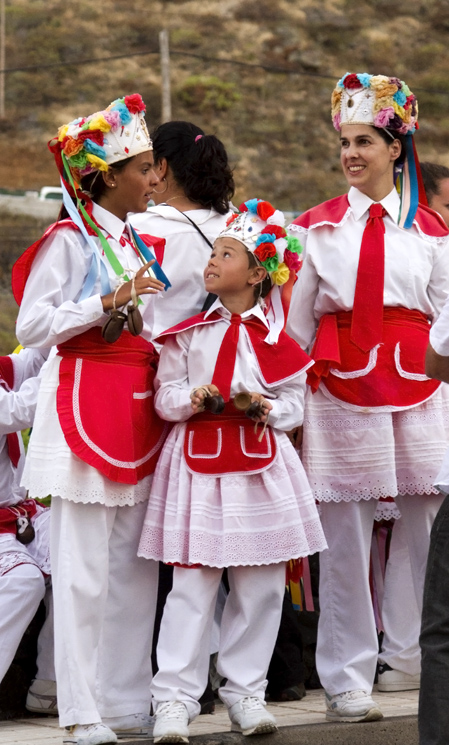
Bailarines con traje típico, El Tamaduste

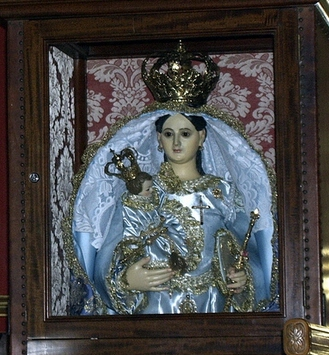
Virgen de los Reyes, patrona de El Hierro

El baile más característico de El Hierro es el que llevan a cabo los bailarines de la Virgen durante la romería de la Virgen de los Reyes, Patrona de El Hierro, que lleva a la imagen por todos los puntos de la isla. Desde el gobierno local se intenta impulsar el folclore dándose subvenciones a las agrupaciones. Actualmente en El Hierro existen varias agrupaciones folclóricas que realizan exhibiciones tanto en la isla como en el resto de Canarias. Estas agrupaciones son:
- Agrupación Folclórica Tejeguate
- Agrupación Folclórica Joapira
- Agrupación Folclórica La Frontera
- Agrupación Folclórica Sabinosa
- Agrupación Folclórica Taicares
- Agrupación Folclórica Taros

### Fiestas
La fiesta más importante de El Hierro es la bajada de la Virgen de los Reyes (patrona de El Hierro), que se celebra cada cuatro años, el primer sábado del mes de julio. Durante la fiesta se traslada a la imagen de la Virgen, desde su santuario en La Dehesa (La Frontera) a la capital de la isla (Valverde), haciendo un recorrido de 44 kilómetros (camino de la Virgen) que atraviesa todas las localidades de El Hierro. A la imagen la acompañan los bailarines que realizan el tradicional baile de la Virgen, ataviados con trajes blancos y rojos, con gorros de colores llamativos, mientras hacen sonar sus instrumentos musicales: chácaras y pitos (una especie de flauta). La duración de la fiesta es de aproximadamente un mes. A ella acuden casi todos los habitantes de la isla además de unos cuatro mil visitantes. Además de las fiestas patronales, todos los años se celebran las siguientes festividades y fiestas locales en diferentes núcleos y barrios de los pueblos de la isla:
| Fecha                                | Nombre                                      | Localidad                |
| ------------------------------------ | ------------------------------------------- | ------------------------ |
| 19 de marzo                          | San José                                    | Isora                    |
| 25 de abril                          | Fiesta de los pastores                      | La Dehesa                |
| 3 de mayo                            | La cruz                                     | El Pinar                 |
| 15 de mayo                           | San Isidro                                  | Valverde                 |
| 1.º domingo de junio                 | La apañada                                  | San Andrés               |
| 24 de junio                          | San Juan Bautista                           | La Restinga y Las Puntas |
| 29 de junio                          | San Pedro Apóstol                           | El Mocanal               |
| 1.º sábado de julio cada cuatro años | La Bajada                                   | Fiesta Insular           |
| 16 de julio                          | Virgen del Carmen                           | La Restinga              |
| 21 de julio                          | Fiesta Amador                               | Belgara (La Frontera)    |
| 10 de agosto                         | San Lorenzo                                 | La Frontera              |
| 15 de agosto                         | La Candelaria                               | La Frontera              |
| 16 de agosto                         | San Roque                                   | Belgara (La Frontera)    |
| 28 de agosto                         | San Agustín (patrono de la isla)            | Valverde                 |
| 12 de septiembre                     | La Paz                                      | El Pinar                 |
| 24 de septiembre                     | Fiesta de Los Faroles (Virgen de los Reyes) | La Dehesa                |
| 3.º domingo de octubre               | Virgen de La Peña                           | Erese - Guarazoca        |
| 28 de octubre                        | San Simón                                   | Sabinosa                 |

### Artesanía
A diferencia de las demás islas, la artesanía sigue siendo una de las principales fuentes de ingresos de El Hierro. Alguna artesanía así como el conocimiento de las propiedades de las plantas que se usaba antes del establecimiento de la Corona española se siguen llevando a cabo, perfeccionadas con nuevas técnicas introducidas. Las principales localidades donde se produce son Sabinosa y El Pinar, aunque también pero en menor medida La Frontera, Valverde, El Mocanal y Guarazoca. 
El procesado de la lana de oveja que introdujo la técnica del telar en la isla se sigue llevando a cabo pero con poca actividad, se confeccionan cubrecamas, mantas, tapices y las tradicionales talegas usando lana o tiras de tela. La madera, tanto de moral como de pino, hayas y castaños se utiliza para tallar cuencos y cucharones además de barricas para el vino, chácaras y pinzas para coger tunos. En las localidades de Valverde, Guarazoca y el Pinar aún trabajan tres ceramistas que, usando barro de la isla y arcilla importada crean obras de cerámica. Por último, la cestería también es otra técnica instalada en la isla. Los cesteros, como se conoce a estos artesanos, hacen cestos de mimbre, que previamente tuvo que ser ablandado durante semanas en agua de mar. Los forjados y bordados son más escasos en la isla.

### Gastronomía
En la cocina herreña, como en la del resto de Canarias, el pescado ocupa un lugar principal debido a la riqueza faunística de las aguas que rodean a la isla. De entre los primeros platos destacan el potaje, el puchero y el rancho con papas. El pescado se suele preparar frito guisado o a la plancha, usándose como guarnición las papas arrugadas y los mojos rojo y verde. De entre las carnes destacan el conejo y el cabrito o chivo, que es como se le denomina en la isla. Las carnes se suelen acompañar de mojo rojo y papas guisadas o arrugadas.
La quesadilla herreña, un dulce cuya base principal es el queso herreño, son el postre típico más famoso de El Hierro. El queso se produce en la central quesera y tanto este como el vino que se produce en la cooperativa vinícola de El Golfo, son exportados al resto del país. El vino se sigue elaborando en prensas tradicionales, lo que les confiere una elevada graduación. Por último, como en el resto de Canarias, el gofio es la principal fuente de alimentación de los herreños.

### Deporte

#### Deportes autóctonos
Entre los deportes canarios practicados en la isla, cabe destacar los siguientes:

##### Lucha canaria

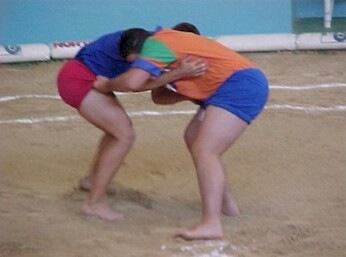
Brega de dos luchadores en una agarrada de una luchada

La lucha canaria se desarrolla dentro de un círculo, generalmente de arena, denominado terrero. En él, dos luchadores se enfrentan agarrados intentando derribarse. El organismo de la isla que vela por este deporte es la Federación Insular de Lucha Canaria, y tiene su sede en Valverde.
En El Hierro existen siete terreros distribuidos por los tres municipios:
El Pinar
1. Terrero Martín-El Pinar
2. Terrero La Restinga

La Frontera
1. Terrero Ramón Méndez

Valverde
1. Terrero de Valverde
2. Terrero Guarazoca
3. Terrero Isora
4. Terrero San Andrés

##### Lucha del garrote canario
La lucha del garrote canario es un arte marcial que se practica entre dos luchadores que realizan un combate con garrotes usando gran variedad de técnicas (cruzados, revoleadas, enganches, zapatas, pinzas, despejes, etc.) sin llegar a hacer daño al contrincante, controlando el golpe, aunque en su origen y hasta principios del siglo XX era la forma de autodefensa usada por los pastores. La Lucha del Garrote Canario ya lo usaban los aborígenes isleños como método de defensa. En la isla de El Hierro se sigue manteniendo la tradición.

##### Bola canaria
Similar al juego francés de la petanca, la bola canaria se practica poco en la actualidad aunque en la isla existen varios equipos y canchas. Básicamente consiste en sumar equipos mediante el lanzamiento de unas bolas que hay que dejar lo más cerca posible de un objeto llamado mingue o boliche. Se juega en un terreno rectangular de arena o tierra de entre 18 y 25 m de largo y un ancho de entre 3,5 y 6 m. En El Hierro hay una gran afición a este juego, participando sus habitantes activamente en las competiciones celebradas tanto a nivel insular como regional.

#### Deportes acuáticos
Las características geográficas de los fondos marinos de la isla, junto con la gran calidad de sus aguas, hacen de El Hierro el mejor lugar para la práctica de submarinismo de Canarias. Debido a la escasa población de la isla así como el escaso tráfico marítimo, las aguas se mantienen en una inmejorable calidad, lo que supone una riqueza faunística importante. En la zona del Mar de las Calmas es donde se suele practicar el submarinismo. Cada año se celebran varios certámenes de entre los cuales destaca el concurso de fotografía acuática Isla de El Hierro (Open Fotosub), del cual se celebró su décima edición. En la isla hay 12 centros de buceo.

#### Otros deportes
Además de los citados, en la isla se practican otros deportes como pueden ser:
- Ciclismo: durante el año se llevan a cabo varias competiciones de ciclismo, destacando la modalidad de ciclismo de montaña.
- Motocross: en la isla hay varios circuitos, en ellos suelen celebrarse pruebas habitualmente, algunas de ellas valederas para el Campeonato Regional de Motocross de Canarias.
- Rallyes de tierra: durante todo el año se llevan a cabo competiciones de rally de tierra en El Hierro, algunas de ellas son puntuables en el Campeonato de Rallyes de Tierra de Canarias.
- Fútbol: es el deporte por excelencia de El Hierro, siendo además el que posee un mayor número de seguidores. Los tres equipos locales con más aficionados son el Atlético Pinar, la U. D. Valle Frontera y el C. D. Concepción. En total hay 9 clubes federados. Estos equipos militan en la categoría regional. La federación tinerfeña de fútbol tiene una sede en la capital de la isla.
- Parapente: El Hierro es un lugar destacado dentro de la geografía española para la práctica del parapente. Con despegues como Dos Hermanas, a 1200 m, y el vuelo principalmente de ladera gracias a las brisas marinas constantes, en la isla se realizan numerosos eventos internacionales. Por ejemplo, cada año se celebra la Concentración Internacional de Parapente Isla de El Hierro, organizada por el Club Guelillas de El Hierro.[61]
- Otros deportes son el surf, excursionismo y espeleología.